# Rio de Janeiro
Rio de Janeiro, simplesmente referido como Rio, é um município brasileiro, capital do estado homônimo, situado no Sudeste do país. Um dos maiores destinos turísticos internacionais no Brasil, na América Latina e também do Hemisfério Sul. A capital fluminense é a cidade brasileira mais conhecida no exterior, funcionando como um "espelho", ou "retrato" nacional, seja positiva ou negativamente. É a segunda maior metrópole do Brasil (depois de São Paulo), a sétima maior da América e a décima oitava do mundo. Sua população segundo o censo de 2022 do IBGE era 6 211 223 habitantes. Tem o epíteto de Cidade Maravilhosa, e os que nela nascem são chamados cariocas.
Classificada como uma metrópole, exerce influência nacional, seja do ponto de vista cultural, econômico ou político brasileiros, e é um dos principais centros econômicos, culturais e financeiros do país, sendo internacionalmente conhecida por diversos ícones culturais e paisagísticos, como o Pão de Açúcar, o morro do Corcovado com a estátua do Cristo Redentor, as praias dos bairros de Copacabana, Ipanema e Barra da Tijuca, entre outras; os estádios do Maracanã e Nilton Santos; o bairro boêmio da Lapa e seus arcos; o Theatro Municipal do Rio de Janeiro; as florestas da Tijuca e da Pedra Branca; a Quinta da Boa Vista; a Biblioteca Nacional; a ilha de Paquetá; o réveillon de Copacabana; o carnaval carioca; a Bossa Nova e o samba. Parte da cidade foi designada Patrimônio da Humanidade pela UNESCO em 1 de julho de 2012.
Representa o segundo maior PIB do país (e o 30.º maior do mundo), estimado em cerca de 354,981 bilhões * de reais (IBGE/2023), e é sede das duas maiores empresas brasileiras — a Petrobras e a Vale, e das principais companhias de petróleo e telefonia do Brasil, além do maior conglomerado de empresas de mídia e comunicações da América Latina, o Grupo Globo. Contemplado por grande número de universidades e institutos, é o segundo maior polo de pesquisa e desenvolvimento do Brasil, responsável por 19% da produção científica nacional, segundo dados de 2005. Rio de Janeiro é considerada pela Globalization and World Cities Research Network (GaWC) como uma cidade global beta-.
A cidade foi, sucessivamente, capital da colônia portuguesa do Estado do Brasil (1763–1815), depois do Reino Unido de Portugal, Brasil e Algarves (1815–1822), do Império do Brasil (1822–1889) e da República dos Estados Unidos do Brasil (1889–1968) até 1960, quando a sede do governo foi transferida definitivamente para a recém-construída Brasília. Naquele ano, o Rio foi transformado em uma cidade-estado com o nome de Guanabara e, somente em 1975, torna-se a capital do estado do Rio de Janeiro.

## Etimologia
A Baía de Guanabara, à margem da qual a cidade se organizou, foi descoberta pelo explorador português Gaspar de Lemos em 1 de janeiro de 1502. Embora se afirme que o nome "Rio de Janeiro" tenha sido escolhido em virtude de os portugueses acreditarem tratar-se a baía da foz de um rio, na verdade, à época, não havia qualquer distinção de nomenclatura entre rios, sacos e baías — motivo pelo qual foi o corpo d'água corretamente designado como rio.

## História

### Colonização portuguesa e invasões estrangeiras
O litoral do atual estado do Rio de Janeiro era habitado por índios do tronco linguístico macro-jê há milhares de anos. Por volta do ano 1000, a região foi conquistada por povos de língua tupi procedentes da Amazônia. Um destes povos, os tamoios, também conhecidos como tupinambás, ocupava a região ao redor da Baía de Guanabara no século XVI, quando os portugueses chegaram à região.
A Baía de Guanabara, à margem da qual a cidade foi fundada, foi descoberta pelo explorador português Gaspar de Lemos em 1 de janeiro de 1502. No entanto, em 1 de novembro de 1555, os franceses, capitaneados por Nicolas Durand de Villegagnon, apossaram-se da Baía da Guanabara, estabelecendo uma colônia na ilha de Sergipe (atual ilha de Villegagnon). Lá, ergueram o Forte Coligny, enquanto consolidavam alianças com os índios tupinambás locais. Enquanto isso, os portugueses se aliaram a um grupo indígena rival dos tupinambás, os temiminós, e foi com o auxílio destes que atacaram e destruíram a colônia francesa em 1560. Os franceses só foram completamente expulsos da região pelos portugueses em 1567.
Persistindo a presença francesa na região, os portugueses, sob o comando de Estácio de Sá, acompanhado por um grupo de fundadores incluindo também D. Antônio de Mariz, desembarcaram num istmo entre o Morro Cara de Cão e o Morro do Pão de Açúcar, fundando, a 1 de março de 1565, a cidade de "São Sebastião do Rio de Janeiro". Uma vez conquistado o território, em uma pequena praia protegida pelo Morro do Pão de Açúcar, edificaram uma fortificação de faxina e terra, o embrião da Fortaleza de São João.
A expulsão e derrota definitiva dos franceses e seus aliados indígenas, no entanto, só se deu em janeiro de 1567. A vitória de Estácio de Sá, subjugando elementos remanescentes franceses (os quais, aliados aos tamoios, dedicavam-se ao comércio e ameaçavam o domínio português na costa do Brasil), garantiu a posse do Rio de Janeiro, rechaçando, a partir daí, novas tentativas de invasões estrangeiras e expandindo, à custa de guerras, seu domínio sobre as ilhas e o continente. A povoação foi refundada no alto do antigo Morro do Castelo, que se localizava no atual centro da cidade. O morro foi removido em 1922 como parte de uma reforma urbanística. O novo povoado marcou o começo de fato da expansão da cidade.
Durante quase todo o século XVII, a cidade acenou com um desenvolvimento lento. Uma rede de pequenas ruelas conectava entre si as igrejas, ligando-as ao Paço e ao Mercado do Peixe, à beira do cais. A partir delas, nasceram as principais ruas do atual Centro. Com cerca de 30 000 habitantes na segunda metade do século XVII, o Rio de Janeiro tornara-se a cidade mais populosa do Brasil, passando a ter importância fundamental para o domínio colonial.
Essa importância tornou-se ainda maior com a exploração de jazidas de ouro em Minas Gerais, no século XVIII: a proximidade levou à consolidação da cidade como proeminente centro portuário e econômico. Em 1763, o ministro português Marquês de Pombal transferiu a sede da colônia de Salvador para o Rio de Janeiro.

### Vinda da corte portuguesa e período imperial
A vinda da corte portuguesa, em 1808, marcaria profundamente a cidade, então convertida no centro de decisão do Império Português, debilitado com as guerras napoleônicas. Após a Abertura dos Portos, tornou-se um proeminente centro comercial. Nos primeiros decênios, foram criados diversos estabelecimentos de ensino, como a Academia Militar, a Escola Real de Ciências, Artes e Ofícios e a Academia Imperial de Belas Artes, além da Biblioteca Nacional — com o maior acervo da América Latina — e o Jardim Botânico. O primeiro jornal impresso do Brasil, a Gazeta do Rio de Janeiro, entrou em circulação nesse período. Foi a única cidade no mundo a sediar um império europeu fora da Europa.
Foi a capital do Brasil de 1763 a 1960, quando o governo transferiu-se para Brasília. Entre 1808 e 1815, foi capital do Reino Unido de Portugal, Brasil e Algarves, como era oficialmente designado Portugal na época. Entre 1815 e abril de 1821, sediou o Reino Unido de Portugal, Brasil e Algarves, após elevação do Brasil à parte integrante do reino unido supracitado.
Após a Independência do Brasil (1822), a cidade tornou-se a capital do Império do Brasil, enquanto a província enriquecia com a agricultura canavieira da região de Campos e, principalmente, com o novo cultivo do café no Vale do Paraíba. Em 1823, o Rio de Janeiro recebeu o título de Muito Leal e Heroica por carta imperial de D. Pedro I, por seus habitantes terem apoiado o então príncipe regente em sua decisão de permanecer no Brasil, no que viria ser conhecido como Dia do Fico. De modo a separar a província da capital do Império, a cidade foi convertida, no ano de 1834, em Município Neutro, passando a província do Rio de Janeiro a ter Niterói como capital.
Como centro político do país, o "Rio" concentrava a vida político-partidária do Império. Foi palco principal dos movimentos abolicionista e republicano na metade final do século XIX. Durante a República Velha (1889–1930), com a decadência de suas áreas cafeeiras, o estado do Rio de Janeiro perdeu força política para São Paulo e Minas Gerais.

### Período republicano
Com a Proclamação da República, nas últimas décadas do século XIX e início do XX, o Rio de Janeiro enfrentava graves problemas sociais advindos do crescimento rápido e desordenado. Com o declínio do trabalho escravo, a cidade passara a receber grandes contingentes de imigrantes europeus e de ex-escravos, atraídos pelas oportunidades que ali se abriam ao trabalho assalariado. Entre 1872 e 1890, sua população duplicou, passando de 274 mil para 522 mil habitantes.
O aumento da pobreza agravou a crise habitacional, traço constante na vida urbana do Rio desde meados do século XIX. O epicentro dessa crise era ainda, e cada vez mais, o miolo central — a Cidade Velha e suas adjacências —, onde se multiplicavam os Cortiços e eclodiam as violentas epidemias de febre amarela, varíola, cólera-morbo, que conferiam à cidade fama internacional de porto sujo.
Muitas campanhas de erradicação, perpetradas pelos governos da época, não foram bem recebidas pela população carioca. Houve muitas revoltas populares, entre elas, a Revolta da Vacina, de 1904, que também teve como causa a tomada de medidas impopulares, como as reformas urbanas do centro, executadas pelo engenheiro Pereira Passos. Vários cortiços foram demolidos e a população pobre da região central deslocada para as encostas de morros, na zona portuária e no Caju, sobretudo os morros da Saúde e da Providência.
Tais povoamentos cresceram de maneira desordenada, dando início ao processo de favelização (ainda não muito preocupante na época) — o que não impediu a adoção de várias outras reformas urbanas e sanitárias que modificaram a imagem da então capital da República. Data desse período a abertura do Theatro Municipal e da Avenida Rio Branco, com os edifícios inspirados em elementos da Belle Époque parisiense, e a inauguração, em 1908, do Bondinho do Pão de Açúcar, um dos marcos da engenharia brasileira, em comemoração aos 100 anos da Abertura dos Portos.
A ocupação da atual zona sul efetivou-se com a abertura do Túnel Velho, que fazia a conexão entre Botafogo e Copacabana. O surgimento do Copacabana Palace, em 1923, consagrou definitivamente o processo de ocupação e o turismo na região, que experimentou uma explosão demográfica. O Cristo Redentor seria inaugurado em 1931, tornando-se um dos cartões-postais do Rio e do Brasil. Após a transferência da Capital Federal para Brasília em 1960, o Rio foi transformado numa cidade-estado com o nome de Guanabara. Em 15 de março de 1975 ocorreu a fusão com o antigo estado do Rio de Janeiro e, em 23 de julho, foi promulgada a sua constituição.
Em 1992, sediou a Conferência das Nações Unidas sobre Meio Ambiente e Desenvolvimento (CNUCED), mais conhecida como Rio-92, ou ECO-92 — a primeira conferência internacional de peso realizada após o fim da Guerra Fria, com a presença de delegações de 175 países.

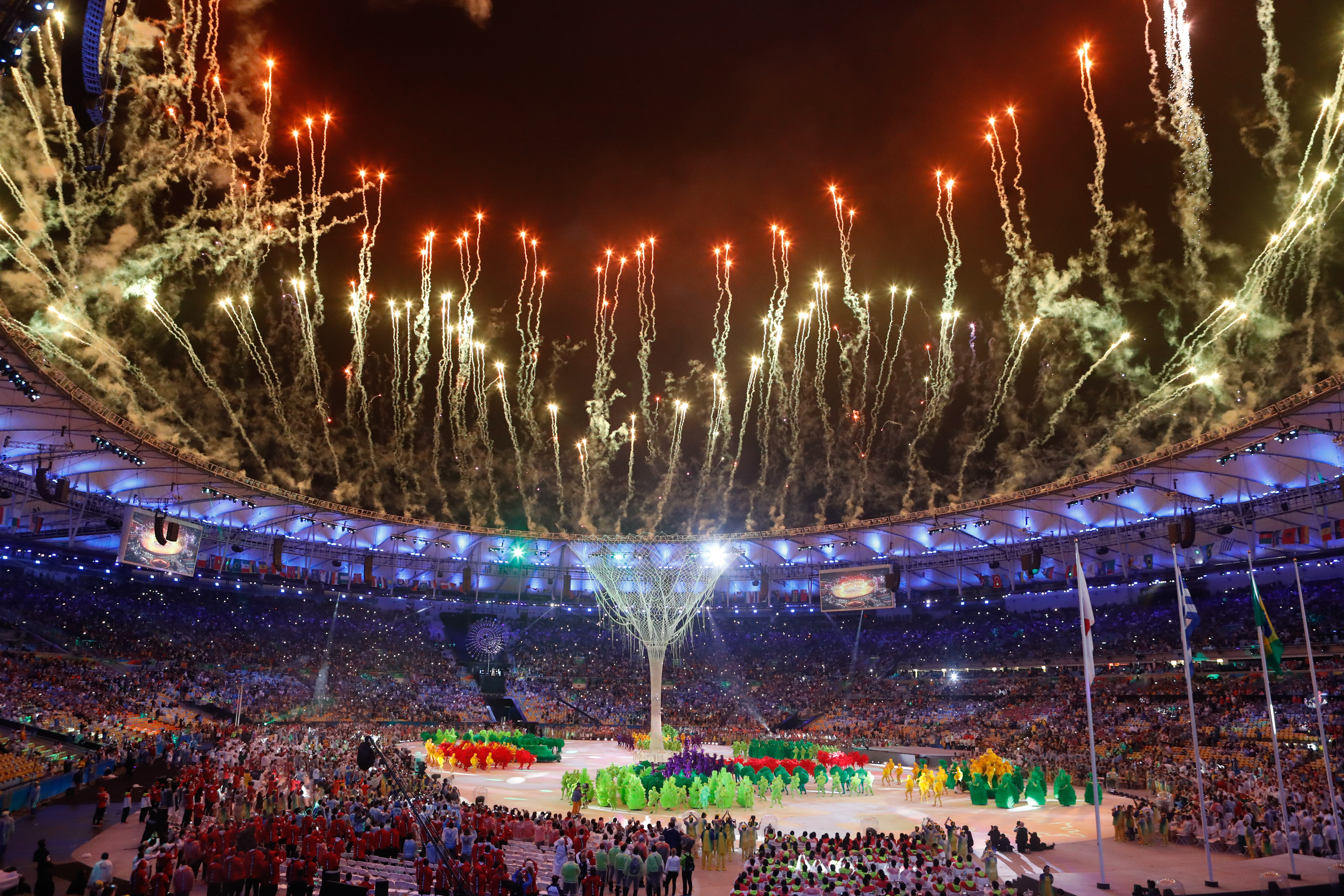
Cerimônia de encerramento dos Jogos Olímpicos de Verão de 2016 no Estádio do Maracanã

Em 2007, foi sede dos Jogos Pan-Americanos, ocasião à qual realizou investimentos em estruturas esportivas (incluindo a construção do Estádio Nilton Santos) e nas áreas de transportes, segurança pública e infraestrutura urbana; e de sete jogos da Copa do Mundo de 2014. Ainda no âmbito esportivo, a cidade também sediou os Jogos Olímpicos de Verão de 2016.
Em 1 de julho de 2012, a Organização das Nações Unidas para a Educação, a Ciência e a Cultura (UNESCO) designou parte da cidade como Patrimônio da Humanidade e, em 18 de janeiro de 2019, a mesma instituição elegeu o Rio de Janeiro como a primeira Capital Mundial da Arquitetura.

## Geografia

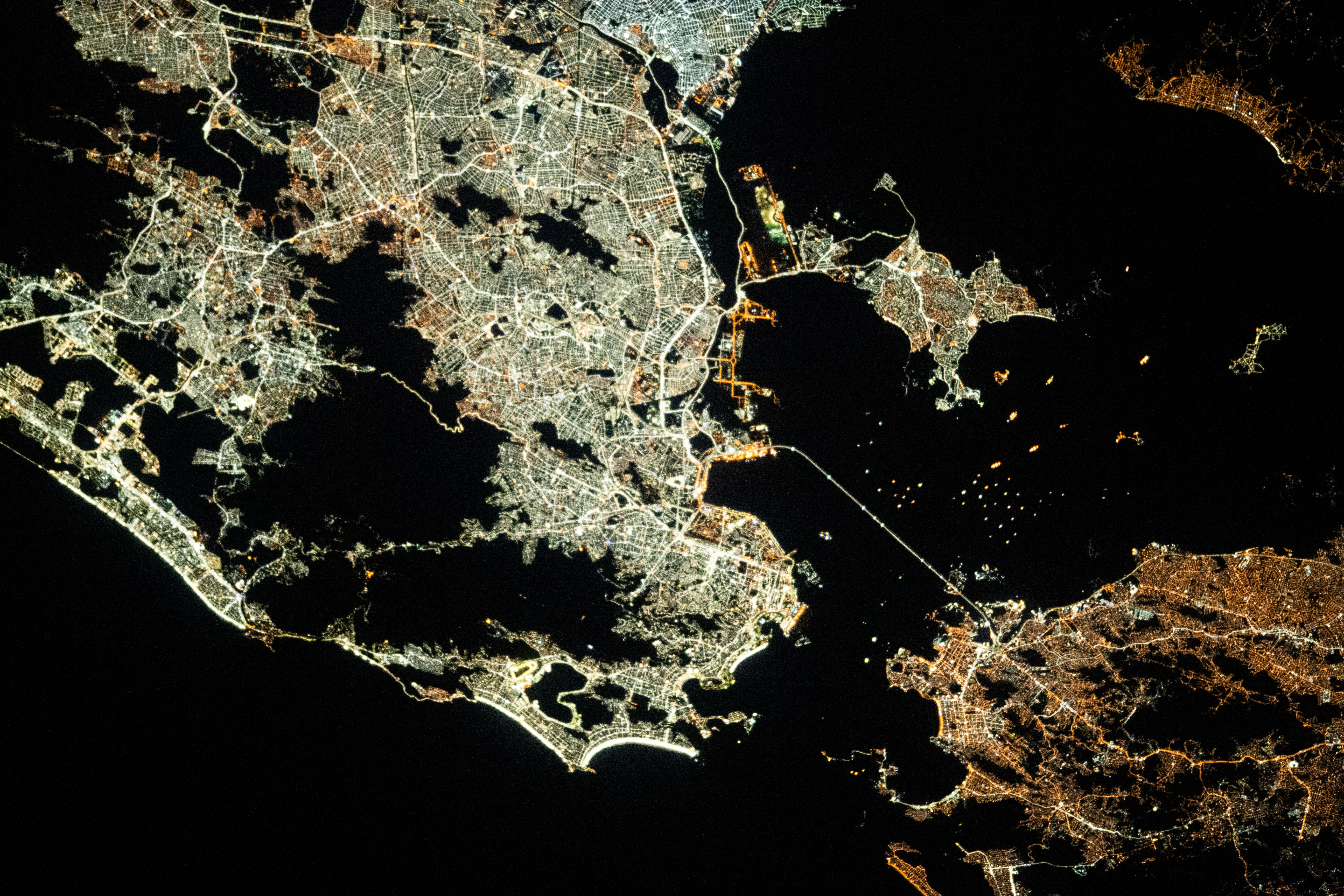
Fotografia parcial da Região Metropolitana do Rio de Janeiro à noite a partir da Estação Espacial Internacional

De acordo com a divisão regional vigente desde 2017, instituída pelo IBGE, o município pertence às regiões geográficas intermediária e imediata do Rio de Janeiro. Até então, com a vigência das divisões em microrregiões e mesorregiões, fazia parte da Microrregião do Rio de Janeiro, que por sua vez estava incluída na Mesorregião Metropolitana do Rio de Janeiro. Com cerca de 1 200 km² de área, o município se estende desde a margem ocidental da baía de Guanabara até parte da Restinga da Marambaia e ocupa ilhas como Governador e Paquetá.
A cidade se desenvolveu sobre estreitas planícies aluviais comprimidas entre montanhas e morros e está assentada sobre três grandes maciços: Pedra Branca, Gericinó e o da Tijuca, com picos de interesse turístico como o Bico do Papagaio, Andaraí, Pedra da Gávea, Corcovado, o Dois Irmãos e o Pão de Açúcar. O Rio de Janeiro conta ainda com parques e reservas ecológicas, como o Parque Nacional da Tijuca, considerado "Patrimônio Ambiental e Reserva da Biosfera" pela UNESCO; o Complexo da Quinta da Boa Vista; o Jardim Botânico; o Jardim Zoológico do Rio; o Parque Estadual da Pedra Branca e o Passeio Público.

### Litoral
Seu litoral tem 197 km de extensão e inclui mais de cem ilhas que ocupam 37 km², e desdobra-se em três partes, voltadas à baía de Sepetiba, ao oceano Atlântico e à baía de Guanabara. O litoral da baía de Sepetiba tem como único acidente geográfico de expressão a Restinga da Marambaia e é arenoso, baixo e pouco recortado. O litoral da baía de Guanabara é recortado, baixo, abarca muitas ilhas (como a do Governador com 29 km²) e, em suas margens, situam-se o centro comercial e os subúrbios industriais.
O litoral Atlântico expressa alternâncias consideráveis, apresentando-se ora alto, quando em contato com as ramificações costeiras dos maciços da Pedra Branca e da Tijuca, ora baixo, trecho pelo qual se estendem as praias integradas à paisagem urbana. Diversas lagoas, como as da Tijuca, Marapendi, Jacarepaguá e Rodrigo de Freitas formaram-se nas baixadas, muitas de terreno pantanoso a ainda não completamente drenado.

### Clima
A cidade do Rio de Janeiro possui um clima tropical de savana (Aw), na fronteira com um clima tropical monçônico (Am), de acordo com a classificação climática de Köppen-Geiger, geralmente caracterizado por longos períodos de fortes chuvas entre dezembro e março. A cidade experimenta verões quentes e úmidos e invernos quentes e ensolarados. Nas áreas interiores da cidade, temperaturas acima de 40 °C são comuns durante o verão, embora raramente por longos períodos, enquanto temperaturas máximas acima de 23 °C podem ocorrer mensalmente.
Ao longo da costa, os ventos marítimos moderam a temperatura. Devido à sua localização geográfica, a cidade pode receber frentes frias que avançam da Antártica, especialmente durante o outono e o inverno, podendo ter quedas de temperatura. No verão, pode haver chuvas fortes e tempestades que, em algumas ocasiões, provocam alagamentos e deslizamentos de terra catastróficos. As áreas mais montanhosas da cidade costumam registrar as maiores quantidades de precipitação, devido à maior incidência de chuvas orográficas. Algumas áreas da cidade ocasionalmente são suscetíveis à queda de granizo.
Segundo dados do Instituto Nacional de Meteorologia (INMET), desde 1931 a temperatura mínima absoluta registrada no Rio de Janeiro foi de 6,4 °C em 18 de agosto de 1933, na estação meteorológica do bairro Bangu (desativada em março de 2004). A mesma estação, no bairro mais quente da cidade, registrou máxima de 43,1 °C em 14 de janeiro de 1984, que foi o recorde de maior temperatura na cidade até 26 de dezembro de 2012, quando foram registrados 43,2 °C na estação do bairro Santa Cruz. O recorde de chuva em 24 horas é de 349,4 mm em 26 de fevereiro de 1971, registrados na antiga estação do bairro Engenho de Dentro.
| Dados climatológicos para Rio de Janeiro (Vila Militar)     | Dados climatológicos para Rio de Janeiro (Vila Militar) | Dados climatológicos para Rio de Janeiro (Vila Militar) | Dados climatológicos para Rio de Janeiro (Vila Militar) | Dados climatológicos para Rio de Janeiro (Vila Militar) | Dados climatológicos para Rio de Janeiro (Vila Militar) | Dados climatológicos para Rio de Janeiro (Vila Militar) | Dados climatológicos para Rio de Janeiro (Vila Militar) | Dados climatológicos para Rio de Janeiro (Vila Militar) | Dados climatológicos para Rio de Janeiro (Vila Militar) | Dados climatológicos para Rio de Janeiro (Vila Militar) | Dados climatológicos para Rio de Janeiro (Vila Militar) | Dados climatológicos para Rio de Janeiro (Vila Militar) | Dados climatológicos para Rio de Janeiro (Vila Militar) |
| Mês                                                         | Jan                                                     | Fev                                                     | Mar                                                     | Abr                                                     | Mai                                                     | Jun                                                     | Jul                                                     | Ago                                                     | Set                                                     | Out                                                     | Nov                                                     | Dez                                                     | Ano                                                     |
| ----------------------------------------------------------- | ------------------------------------------------------- | ------------------------------------------------------- | ------------------------------------------------------- | ------------------------------------------------------- | ------------------------------------------------------- | ------------------------------------------------------- | ------------------------------------------------------- | ------------------------------------------------------- | ------------------------------------------------------- | ------------------------------------------------------- | ------------------------------------------------------- | ------------------------------------------------------- | ------------------------------------------------------- |
| Temperatura máxima recorde (°C)                             | 40,9                                                    | 40,3                                                    | 39,8                                                    | 37,1                                                    | 37                                                      | 35,3                                                    | 36,5                                                    | 38,6                                                    | 40,9                                                    | 42,2                                                    | 42,5                                                    | 41,4                                                    | 42,5                                                    |
| Temperatura mínima recorde (°C)                             | 18                                                      | 18,9                                                    | 17,5                                                    | 12                                                      | 10,7                                                    | 8,7                                                     | 8,1                                                     | 9                                                       | 9,2                                                     | 11,2                                                    | 13,9                                                    | 14,5                                                    | 8,1                                                     |
| Fonte: INMET (recordes de temperatura: 12/04/2007-presente) |                                                         |                                                         |                                                         |                                                         |                                                         |                                                         |                                                         |                                                         |                                                         |                                                         |                                                         |                                                         |                                                         |

| Dados climatológicos para Rio de Janeiro (Alto da Boa Vista)                                   | Dados climatológicos para Rio de Janeiro (Alto da Boa Vista) | Dados climatológicos para Rio de Janeiro (Alto da Boa Vista) | Dados climatológicos para Rio de Janeiro (Alto da Boa Vista) | Dados climatológicos para Rio de Janeiro (Alto da Boa Vista) | Dados climatológicos para Rio de Janeiro (Alto da Boa Vista) | Dados climatológicos para Rio de Janeiro (Alto da Boa Vista) | Dados climatológicos para Rio de Janeiro (Alto da Boa Vista) | Dados climatológicos para Rio de Janeiro (Alto da Boa Vista) | Dados climatológicos para Rio de Janeiro (Alto da Boa Vista) | Dados climatológicos para Rio de Janeiro (Alto da Boa Vista) | Dados climatológicos para Rio de Janeiro (Alto da Boa Vista) | Dados climatológicos para Rio de Janeiro (Alto da Boa Vista) | Dados climatológicos para Rio de Janeiro (Alto da Boa Vista) |
| Mês                                                                                            | Jan                                                          | Fev                                                          | Mar                                                          | Abr                                                          | Mai                                                          | Jun                                                          | Jul                                                          | Ago                                                          | Set                                                          | Out                                                          | Nov                                                          | Dez                                                          | Ano                                                          |
| ---------------------------------------------------------------------------------------------- | ------------------------------------------------------------ | ------------------------------------------------------------ | ------------------------------------------------------------ | ------------------------------------------------------------ | ------------------------------------------------------------ | ------------------------------------------------------------ | ------------------------------------------------------------ | ------------------------------------------------------------ | ------------------------------------------------------------ | ------------------------------------------------------------ | ------------------------------------------------------------ | ------------------------------------------------------------ | ------------------------------------------------------------ |
| Temperatura máxima recorde (°C)                                                                | 37,5                                                         | 36,5                                                         | 36,8                                                         | 34,8                                                         | 33                                                           | 32,9                                                         | 32,7                                                         | 38,5                                                         | 37,5                                                         | 38,5                                                         | 37,1                                                         | 38,5                                                         | 38,5                                                         |
| Temperatura máxima média (°C)                                                                  | 30,2                                                         | 30,6                                                         | 29,1                                                         | 27,5                                                         | 25                                                           | 24,3                                                         | 24,1                                                         | 24,6                                                         | 25,2                                                         | 26,3                                                         | 26,8                                                         | 29,1                                                         | 26,9                                                         |
| Temperatura mínima média (°C)                                                                  | 20,8                                                         | 21                                                           | 20,2                                                         | 18,8                                                         | 16,5                                                         | 15,6                                                         | 15,1                                                         | 15,4                                                         | 16,5                                                         | 17,6                                                         | 18,5                                                         | 20                                                           | 18                                                           |
| Temperatura mínima recorde (°C)                                                                | 12                                                           | 15,2                                                         | 14,5                                                         | 11,5                                                         | 10,2                                                         | 6,7                                                          | 7,3                                                          | 8,7                                                          | 8,1                                                          | 10,5                                                         | 11,4                                                         | 10,2                                                         | 6,7                                                          |
| Precipitação (mm)                                                                              | 228,6                                                        | 177,8                                                        | 252                                                          | 201,1                                                        | 180,8                                                        | 154,1                                                        | 179,9                                                        | 150,5                                                        | 219,5                                                        | 194,7                                                        | 239                                                          | 236,8                                                        | 2 414,8                                                      |
| Dias com precipitação                                                                          | 11                                                           | 9                                                            | 11                                                           | 9                                                            | 9                                                            | 8                                                            | 8                                                            | 9                                                            | 11                                                           | 11                                                           | 13                                                           | 12                                                           | 121                                                          |
| Fonte: INMET (normal climatológica de 1991-2020; recordes de temperatura: 01/06/1966-presente) |                                                              |                                                              |                                                              |                                                              |                                                              |                                                              |                                                              |                                                              |                                                              |                                                              |                                                              |                                                              |                                                              |

| Dados climatológicos para Rio de Janeiro (Bangu)                                                   | Dados climatológicos para Rio de Janeiro (Bangu) | Dados climatológicos para Rio de Janeiro (Bangu) | Dados climatológicos para Rio de Janeiro (Bangu) | Dados climatológicos para Rio de Janeiro (Bangu) | Dados climatológicos para Rio de Janeiro (Bangu) | Dados climatológicos para Rio de Janeiro (Bangu) | Dados climatológicos para Rio de Janeiro (Bangu) | Dados climatológicos para Rio de Janeiro (Bangu) | Dados climatológicos para Rio de Janeiro (Bangu) | Dados climatológicos para Rio de Janeiro (Bangu) | Dados climatológicos para Rio de Janeiro (Bangu) | Dados climatológicos para Rio de Janeiro (Bangu) | Dados climatológicos para Rio de Janeiro (Bangu) |
| Mês                                                                                                | Jan                                              | Fev                                              | Mar                                              | Abr                                              | Mai                                              | Jun                                              | Jul                                              | Ago                                              | Set                                              | Out                                              | Nov                                              | Dez                                              | Ano                                              |
| -------------------------------------------------------------------------------------------------- | ------------------------------------------------ | ------------------------------------------------ | ------------------------------------------------ | ------------------------------------------------ | ------------------------------------------------ | ------------------------------------------------ | ------------------------------------------------ | ------------------------------------------------ | ------------------------------------------------ | ------------------------------------------------ | ------------------------------------------------ | ------------------------------------------------ | ------------------------------------------------ |
| Temperatura máxima recorde (°C)                                                                    | 43,1                                             | 40,8                                             | 41,2                                             | 38,9                                             | 36,8                                             | 35,7                                             | 36,1                                             | 40,2                                             | 42                                               | 41,6                                             | 41,6                                             | 41,1                                             | 43,1                                             |
| Temperatura máxima média (°C)                                                                      | 33,9                                             | 34,8                                             | 33                                               | 31,5                                             | 29                                               | 28,2                                             | 27,5                                             | 28,4                                             | 28,3                                             | 29,9                                             | 31,5                                             | 32,8                                             | 30,7                                             |
| Temperatura mínima média (°C)                                                                      | 23,8                                             | 24                                               | 23,2                                             | 21,7                                             | 19,3                                             | 17,8                                             | 17,1                                             | 17,7                                             | 18,6                                             | 20,3                                             | 21,7                                             | 22,9                                             | 20,7                                             |
| Temperatura mínima recorde (°C)                                                                    | 16,9                                             | 15                                               | 15,4                                             | 12,5                                             | 9,8                                              | 6,8                                              | 8,8                                              | 6,4                                              | 9,8                                              | 8,9                                              | 11,4                                             | 14                                               | 6,4                                              |
| Precipitação (mm)                                                                                  | 204,9                                            | 148,7                                            | 155,7                                            | 108,7                                            | 74,8                                             | 56,4                                             | 43,5                                             | 38,8                                             | 81,2                                             | 80,9                                             | 105                                              | 152,4                                            | 1 251                                            |
| Dias com precipitação (≥ 1 mm)                                                                     | 12                                               | 9                                                | 10                                               | 7                                                | 7                                                | 5                                                | 5                                                | 5                                                | 9                                                | 9                                                | 9                                                | 11                                               | 98                                               |
| Fonte: INMET (normal climatológica de 1981-2010; recordes de temperatura: 01/01/1931 a 31/03/2004) |                                                  |                                                  |                                                  |                                                  |                                                  |                                                  |                                                  |                                                  |                                                  |                                                  |                                                  |                                                  |                                                  |

| Dados climatológicos para Rio de Janeiro (Realengo)                                                                                               | Dados climatológicos para Rio de Janeiro (Realengo) | Dados climatológicos para Rio de Janeiro (Realengo) | Dados climatológicos para Rio de Janeiro (Realengo) | Dados climatológicos para Rio de Janeiro (Realengo) | Dados climatológicos para Rio de Janeiro (Realengo) | Dados climatológicos para Rio de Janeiro (Realengo) | Dados climatológicos para Rio de Janeiro (Realengo) | Dados climatológicos para Rio de Janeiro (Realengo) | Dados climatológicos para Rio de Janeiro (Realengo) | Dados climatológicos para Rio de Janeiro (Realengo) | Dados climatológicos para Rio de Janeiro (Realengo) | Dados climatológicos para Rio de Janeiro (Realengo) | Dados climatológicos para Rio de Janeiro (Realengo) |
| Mês | Jan                                                 | Fev                                                 | Mar                                                 | Abr                                                 | Mai                                                 | Jun                                                 | Jul                                                 | Ago                                                 | Set                                                 | Out                                                 | Nov                                                 | Dez                                                 | Ano                                                 |
| --- | --------------------------------------------------- | --------------------------------------------------- | --------------------------------------------------- | --------------------------------------------------- | --------------------------------------------------- | --------------------------------------------------- | --------------------------------------------------- | --------------------------------------------------- | --------------------------------------------------- | --------------------------------------------------- | --------------------------------------------------- | --------------------------------------------------- | --------------------------------------------------- |
| Temperatura máxima recorde (°C) | 40,5                                                | 40,3                                                | 39,5                                                | 38                                                  | 35,6                                                | 35,4                                                | 35,5                                                | 38,5                                                | 40,6                                                | 42                                                  | 40,3                                                | 41,5                                                | 42                                                  |
| Temperatura máxima média (°C) | 32,6                                                | 33,3                                                | 32,5                                                | 30,8                                                | 28,1                                                | 27,7                                                | 26,9                                                | 28                                                  | 28                                                  | 29,2                                                | 30,4                                                | 31,3                                                | 29,9                                                |
| Temperatura mínima média (°C) | 23,5                                                | 23,5                                                | 23,1                                                | 21,3                                                | 18,4                                                | 16,8                                                | 16,4                                                | 17,4                                                | 18,2                                                | 20                                                  | 21,3                                                | 22,6                                                | 20,2                                                |
| Temperatura mínima recorde (°C) | 17,8                                                | 16,9                                                | 17,3                                                | 13,7                                                | 12,2                                                | 9                                                   | 8,5                                                 | 9,8                                                 | 10                                                  | 11,6                                                | 13,2                                                | 16,5                                                | 8,5                                                 |
| Precipitação (mm) | 169,4                                               | 113,4                                               | 137,8                                               | 92,4                                                | 52,8                                                | 32,8                                                | 43,7                                                | 26,6                                                | 48,1                                                | 82,2                                                | 111,7                                               | 163,9                                               | 1 074,8                                             |
| Fonte: INMET (normal climatológica de 1981-2010; recordes de temperatura: 01/04/1971 a 31/10/1976, 01/06/1986 a 30/11/1986 e 01/01/1999-presente) |                                                     |                                                     |                                                     |                                                     |                                                     |                                                     |                                                     |                                                     |                                                     |                                                     |                                                     |                                                     |                                                     |

| Dados climatológicos para Rio de Janeiro (Santa Cruz)                                                                    | Dados climatológicos para Rio de Janeiro (Santa Cruz) | Dados climatológicos para Rio de Janeiro (Santa Cruz) | Dados climatológicos para Rio de Janeiro (Santa Cruz) | Dados climatológicos para Rio de Janeiro (Santa Cruz) | Dados climatológicos para Rio de Janeiro (Santa Cruz) | Dados climatológicos para Rio de Janeiro (Santa Cruz) | Dados climatológicos para Rio de Janeiro (Santa Cruz) | Dados climatológicos para Rio de Janeiro (Santa Cruz) | Dados climatológicos para Rio de Janeiro (Santa Cruz) | Dados climatológicos para Rio de Janeiro (Santa Cruz) | Dados climatológicos para Rio de Janeiro (Santa Cruz) | Dados climatológicos para Rio de Janeiro (Santa Cruz) | Dados climatológicos para Rio de Janeiro (Santa Cruz) |
| Mês | Jan                                                   | Fev                                                   | Mar                                                   | Abr                                                   | Mai                                                   | Jun                                                   | Jul                                                   | Ago                                                   | Set                                                   | Out                                                   | Nov                                                   | Dez                                                   | Ano                                                   |
| --- | ----------------------------------------------------- | ----------------------------------------------------- | ----------------------------------------------------- | ----------------------------------------------------- | ----------------------------------------------------- | ----------------------------------------------------- | ----------------------------------------------------- | ----------------------------------------------------- | ----------------------------------------------------- | ----------------------------------------------------- | ----------------------------------------------------- | ----------------------------------------------------- | ----------------------------------------------------- |
| Temperatura máxima recorde (°C)                                                                                          | 42,5                                                  | 41,5                                                  | 40,1                                                  | 38,5                                                  | 36                                                    | 35,2                                                  | 36                                                    | 39,1                                                  | 41,2                                                  | 41,2                                                  | 40,5                                                  | 43,2                                                  | 43,2                                                  |
| Temperatura máxima média (°C)                                                                                            | 32,7                                                  | 33,6                                                  | 32,3                                                  | 30,8                                                  | 28,2                                                  | 27,6                                                  | 26,7                                                  | 27,7                                                  | 27,4                                                  | 28,7                                                  | 30                                                    | 31,2                                                  | 29,7                                                  |
| Temperatura mínima média (°C)                                                                                            | 22,9                                                  | 23,1                                                  | 22,6                                                  | 21,4                                                  | 19,1                                                  | 18                                                    | 17,3                                                  | 17,8                                                  | 18,5                                                  | 19,7                                                  | 20,9                                                  | 22                                                    | 20,3                                                  |
| Temperatura mínima recorde (°C)                                                                                          | 16,9                                                  | 17,8                                                  | 16,4                                                  | 13,2                                                  | 12                                                    | 9                                                     | 9,7                                                   | 11,6                                                  | 11,3                                                  | 13,3                                                  | 14,6                                                  | 16,1                                                  | 9                                                     |
| Precipitação (mm) | 143,8                                                 | 100,1                                                 | 110,6                                                 | 101,3                                                 | 67,7                                                  | 48                                                    | 52,2                                                  | 36,7                                                  | 71,4                                                  | 76,7                                                  | 92,8                                                  | 138,9                                                 | 1 040,2                                               |
| Dias com precipitação (≥ 1 mm)                                                                                           | 11                                                    | 8                                                     | 9                                                     | 7                                                     | 7                                                     | 5                                                     | 6                                                     | 6                                                     | 8                                                     | 8                                                     | 9                                                     | 11                                                    | 95                                                    |
| Fonte: INMET (normal climatológica de 1981-2010; recordes de temperatura: 01/01/1963 a 16/10/1994 e 05/04/1998-presente) |                                                       |                                                       |                                                       |                                                       |                                                       |                                                       |                                                       |                                                       |                                                       |                                                       |                                                       |                                                       |                                                       |

### Problemas ambientais
Em razão da alta concentração de indústrias na região metropolitana, a cidade tem enfrentado sérios problemas de poluição ambiental. A baía de Guanabara perdeu áreas de manguezal e sofre com resíduos provenientes de esgotos domiciliares e industriais, óleos e metais pesados. Não obstante suas águas se renovem ao confluírem para o mar, a baía é receptora final de todos os afluentes gerados nas suas margens e nas bacias dos muitos rios e riachos que nela deságuam. Os níveis de material particulado no ar se encontram duas vezes acima do recomendado pela Organização Mundial da Saúde, em parte devido à numerosa frota de veículos em circulação. Em uma pesquisa divulgada pelo jornal Folha de S. Paulo em 2007, o Rio de Janeiro foi apontado como a quinta capital mais poluída do Brasil, atrás apenas de São Paulo, Porto Alegre, Belo Horizonte e Curitiba.
As águas da baía de Sepetiba seguem lentamente o caminho traçado pela baía de Guanabara, com esgotos domiciliares produzidos por uma população da ordem de 1,29 milhão de habitantes sendo lançados sem tratamento em valões, córregos ou rios. Com relação à poluição industrial, rejeitos de grande toxicidade, dotados de altas concentrações de metais pesados — principalmente zinco e cádmio —, já foram despejados ao longo dos anos por fábricas dos distritos industriais de Santa Cruz, Itaguaí e Nova Iguaçu, implantados sob orientação de políticas estaduais.
Algumas praias da orla carioca, na maior parte do ano, encontram-se impróprias para o banho sendo comum após fortes chuvas a formação de "línguas negras" nas areias das praias. Segundo boletim da Secretaria Municipal do Meio Ambiente, parte de Ipanema, Arpoador e Praia Vermelha, além de Bica, Guanabara e Central (Urca), são consideradas impróprias para o banho, haja vista que suas areias têm alta concentração de coliformes e da bactéria Escherichia coli, que indica a presença de lixo e fezes.
As lagoas Marapendi e a Rodrigo de Freitas têm sofrido com a leniência das autoridades e o avanço dos condomínios no local. O despejo de esgoto por ligações clandestinas e a consequente proliferação de algas diminuem a oxigenação das águas, ocasionando a mortandade de peixes. Há, por outro lado, sinais de despoluição na lagoa Rodrigo de Freitas feita através de uma parceria público-privada estabelecida em 2008 visa garantir que as águas da lagoa estejam próprias para o banho. As ações de despoluição envolvem a planificação do leito, com transferência de lodo para grandes crateras presentes na própria lagoa, e a criação de uma nova ligação direta e subterrânea com o mar, que contribuirá no sentido de aumentar a troca diária de água entre os dois ambientes.

## Demografia
Em 2010, a população do Rio de Janeiro segundo censo do Instituto Brasileiro de Geografia e Estatística (IBGE) era de 6 320 446 habitantes (39,5% da população estadual), sendo que 2 959 817 habitantes eram homens (46,83%) e 3 362 083 mulheres (53,17%). Ainda segundo o mesmo censo, 100% da população era urbana. A densidade populacional era 5 265,81 hab/km². Desde 1960, quando foi ultrapassada por São Paulo, a cidade do Rio de Janeiro mantém-se no posto de segundo município mais populoso do país. Sua região metropolitana, com 11 835 708 habitantes, é a segunda maior conurbação do Brasil, a terceira da América do Sul e a 23ª do mundo.
As taxas de incremento médio anual da população foram de 0,8% (2000–2006) e 0,75% (1991–2000) na cidade, e 1,43% (2000–2006) e 1,18% (1991–2000) na região metropolitana — o que indica, de modo geral, uma aceleração na taxa de crescimento dos demais municípios do Grande Rio, e um pequeno aumento na taxa da capital.

### Composição étnica

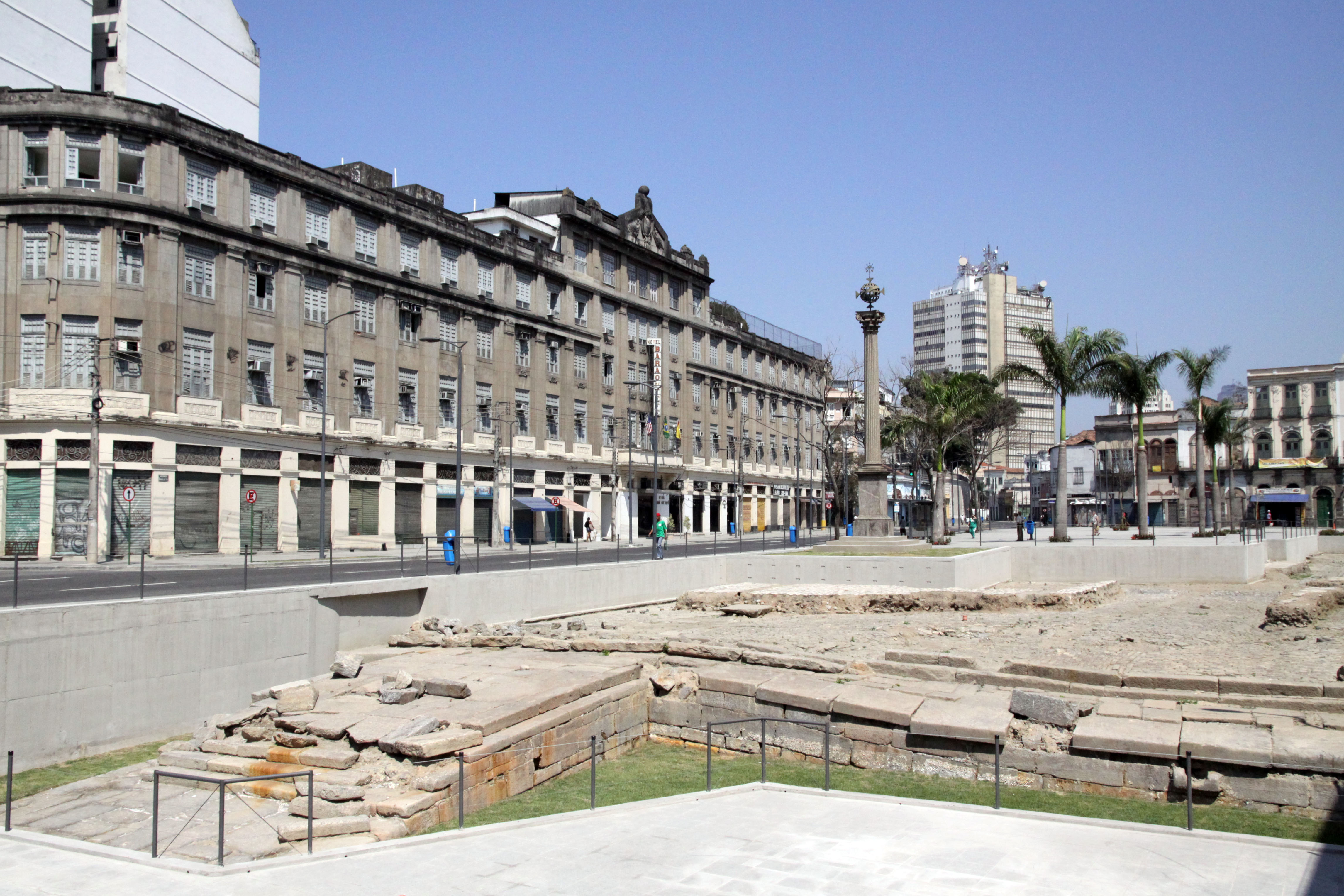
Cais do Valongo, um Patrimônio Mundial pela UNESCO e o único vestígio material da chegada dos africanos escravizados nas Américas

No censo de 2022, a população do Rio de Janeiro era formada por 2.821.619  brancos (45,4%), 2.403.895 pardos (38,7%), 968.428  pretos (15,6%), 10.514 amarelos e  indígenas (0,02%), além de 6.767 sem declaração (0,01%). De acordo com estudos genéticos autossômicos recentes, a herança europeia é a dominante tanto entre "brancos" quanto entre "pardos", respondendo, então, pela maior parte da ancestralidade dos habitantes do Rio de Janeiro. A contribuição africana encontra-se presente, em alto grau, sendo maior entre os "negros". Também a ancestralidade ameríndia encontra-se presente, embora em grau menor.
Também existem muitos afro-brasileiros desde o período colonial — a maioria descendente de escravos trazidos de Benim, Angola e Moçambique. Com importantes contribuições de seu sincretismo religioso e musical, elementos remanescentes da cultura africana encontram-se hoje emaranhados à cultura brasileira e da cidade. No início do século XIX, o Rio de Janeiro tinha a maior população urbana de escravos nas Américas, superando inclusive Salvador e Nova Orleães. Os africanos provinham de diferentes regiões do continente africano, mas no Rio predominaram os oriundos de Cabinda, do Congo Norte, Benguela, Moçambique, Luanda e de Angola. Os afrodescendentes nascidos no Brasil se diferenciavam dos africanos e poderiam ser divididos em três grupos. O primeiro era de crioulos, negros filhos de pais africanos nascidos no Brasil. Os pardos, já miscigenados, sobretudo com portugueses. Por fim, os cabras, resultado de outras miscigenações, inclusive com índios. Em 1849, 43,51% da população carioca era denominada preta e 80 mil escravos habitavam a cidade.

### Fluxos migratórios
Dentre os fluxos migratórios mais significativos, destacam-se os de portugueses e demais povos europeus, nordestinos e afro-brasileiros. Tal fluxo migratório deflagrou-se no século XVI e atingiu seu auge no início do século XX, constituindo uma das maiores massas de imigrantes já recebidas pelo país. Entretanto, foi particularmente em 1808, com o estabelecimento da Família Real Portuguesa no Rio de Janeiro, e a relativa proximidade das jazidas mineiras (descobertas no século XVIII), que a cidade beneficiou-se da onda lusitana. Somente naquele ano, aportaram em território brasileiro 15 mil nobres e pessoas da alta sociedade portuguesa — a grande maioria, na então capital da Colônia.
Após a Independência, os fluxos migratórios apresentaram uma redução paulatina, em razão da lusofobia inerente à época. Porém, com o passar dos anos a carência de mão de obra ocasionada pelo fim do tráfico negreiro e os frequentes revezes socioeconômicos enfrentados por Portugal fariam a imigração portuguesa tornar a crescer no Rio e no Brasil. A partir de 1850, a imigração portuguesa tomou caráter quase que exclusivamente urbano e, ao contrário de alemães e italianos que vinham para trabalhar na agricultura, os portugueses rumavam a dois destinos preferenciais: as cidades do Rio de Janeiro e de São Paulo. Entre 1881 e 1991, mais de 1,5 milhão de pessoas migraram de Portugal para o Brasil. Em 1906, 133 393 portugueses viviam no Rio de Janeiro — 16% da população da época.
Em 1920, os portugueses compunham 15% da população da cidade e 71% dos estrangeiros. Em 1950, os lusitanos se reduziram a 10% da população, apesar da presença de 196 mil residentes portugueses, sendo então a terceira cidade do mundo com mais portugueses, atrás somente de Lisboa e do Porto. Apesar de as taxas migratórias terem-se reduzido drasticamente a partir da década de 1930 (e, com maior ênfase, após 1960), ainda hoje, a cidade é considerada como tendo a segunda maior população portuguesa do mundo, depois de Lisboa. No censo de 2000, com mais de 5,8 milhões de habitantes, em torno de 1% da população do Rio ainda era nascida em Portugal. Alemães, italianos, russos, suíços, libaneses, espanhóis, franceses, argentinos, chineses e seus respectivos descendentes compõem uma parcela considerável dos povos estrangeiros radicados na cidade. Entre 1920 e 1935, aportaram na cidade dezenas de milhares de imigrantes judeus do Leste Europeu, sobretudo da Ucrânia e da Polônia.
É possível notar também um respeitável contingente de pessoas de outros estados, sobretudo nordestinos. Paraibanos e pernambucanos fazem-se bastante presentes. No auge da industrialização, entre as décadas de 1960 e 1980, passaram a migrar para a região Sudeste em busca de melhores condições de vida e trabalho. Com a melhoria estrutural de outras regiões do país, e os problemas resultantes da superpopulação nas grandes cidades, a migração nordestina diminuiu consideravelmente. Embora Rio de Janeiro e São Paulo continuem sendo importantes polos de atração, a migração "polinucleada" ganhou contornos mais acentuados.

### Religião

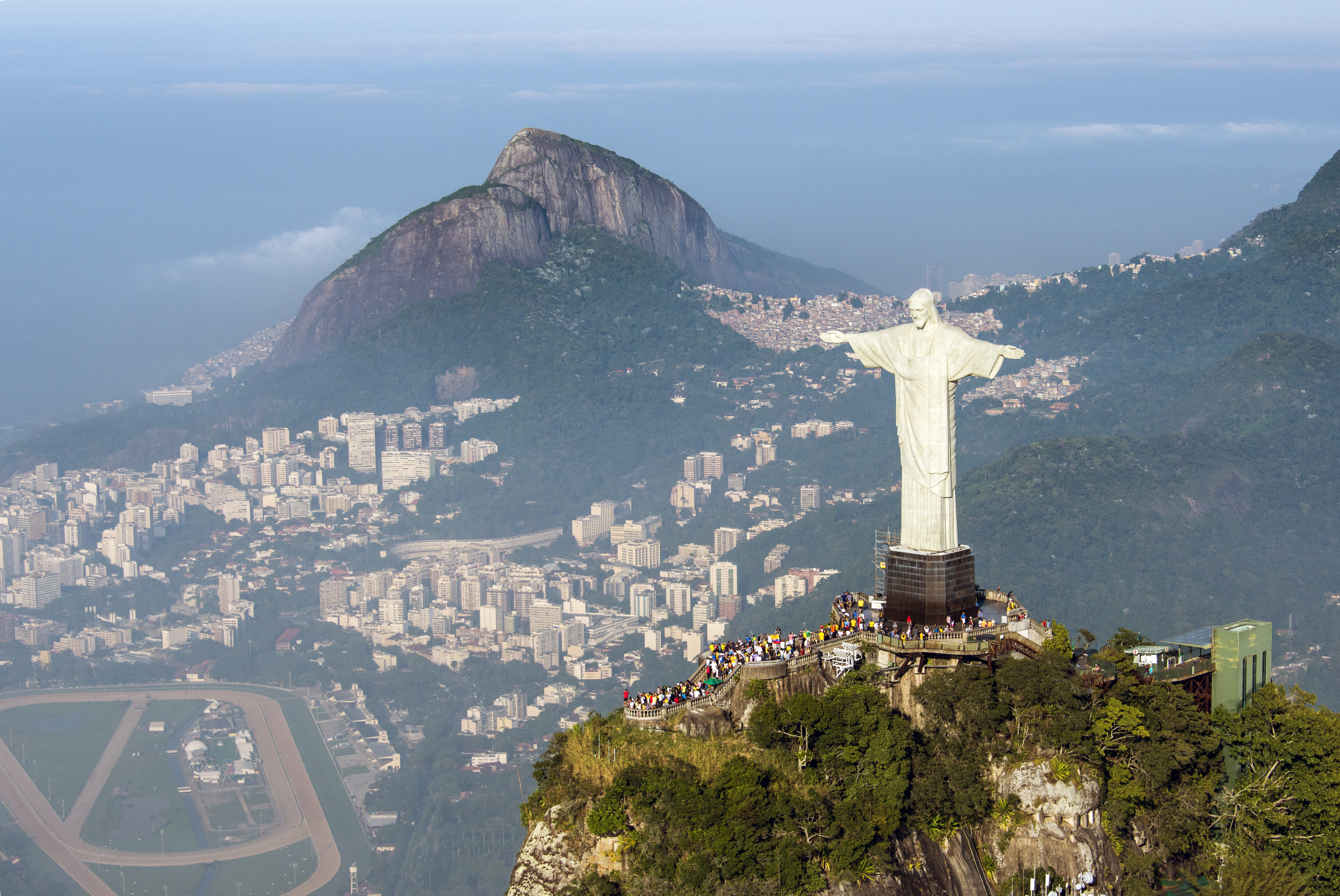
Fotografia aérea do Cristo Redentor

São diversas as doutrinas religiosas manifestas na cidade. Tendo-se expandido sobre uma matriz social de predominância católica — em virtude do processo colonizador e imigratório e da ausência de um estado laico que, à época, preconizava o catolicismo — a maioria dos cariocas ainda hoje se declara como tal. No entanto, é substancial a presença de dezenas de denominações protestantes (cerca de 18% da população residente), além do Espiritismo, que apresenta uma penetração considerável, com mais de 200 mil adeptos. As religiões afro-brasileiras (Umbanda e Candomblé) encontram respaldo em vários segmentos sociais, embora professadas por menos de 2% da população.
Segundo o último Censo demográfico do IBGE, o percentual dos que não possuem filiação religiosa alguma é expressivo — superior à média nacional, de 7,3% —, sobrestando, inclusive, ao das comunidades espírita e umbandista. Testemunhas de Jeová, mórmons, judeus, muçulmanos e budistas são grupos minoritários, mas em ascensão.
Em 2022, 43,62% da população era católica, 25,48% evangélica ou protestante, 5,11% espírita, 3,55% umbandista ou candomblecista, 0,02% religião tradicional, 5,96% outra religião, 16,1% irreligiosa, 0,05% desconhecida e 0,1% não declarada.

#### Cristianismo
|                                       |  |                                        |
| Igreja de Nossa Senhora da Candelária |  | Igreja Presbiteriana do Rio de Janeiro |

A Arquidiocese de São Sebastião do Rio de Janeiro, Sé Metropolitana da respectiva Província Eclesiástica, pertence ao Conselho Episcopal Regional Leste I da Conferência Nacional dos Bispos do Brasil (CNBB) (instalada no Rio até 1977). Fundada em 1676, abrange um território de 1 721 km².
A Catedral de São Sebastião do Rio de Janeiro, ou Catedral Metropolitana, foi inaugurada em 1979, na região central da cidade. Suas instalações guarnecem um acervo de grande valor histórico e religioso: o Museu Arquidiocesano de Arte Sacra e o Arquivo Arquidiocesano. Lá também estão sediados o Banco da Providência e a Cáritas Arquidiocesana. Em estilo contemporâneo, apresenta formato cônico, com 96 m de diâmetro interno e capacidade para receber até 20 mil fiéis. O esplendor da edificação, de linhas retas e sóbrias, deve-se aos cambiantes vitrais talhados nas paredes até a cúpula. Seu projeto e execução foram coordenados pelo Monsenhor Ivo Antônio Calliari (1918–2005). São Sebastião é reconhecido como o padroeiro da cidade, razão pela qual esta recebeu o nome canônico de "São Sebastião do Rio de Janeiro".
Na cidade coexistem vários credos protestantes ou reformados, exemplificados pelas Igrejas Presbiteriana, Congregacional, Luterana e Anglicana. Além de Igrejas de cunho evangélico como a Igreja Batista, Metodista, Adventista do Sétimo Dia e pelas de origem pentecostal: Universal do Reino de Deus, Assembleia de Deus, Congregação Cristã no Brasil, Evangelho Quadrangular, Casa da Bênção, Deus é Amor, Cristã Maranata e Nova Vida.

### Problemas socioeconômicos

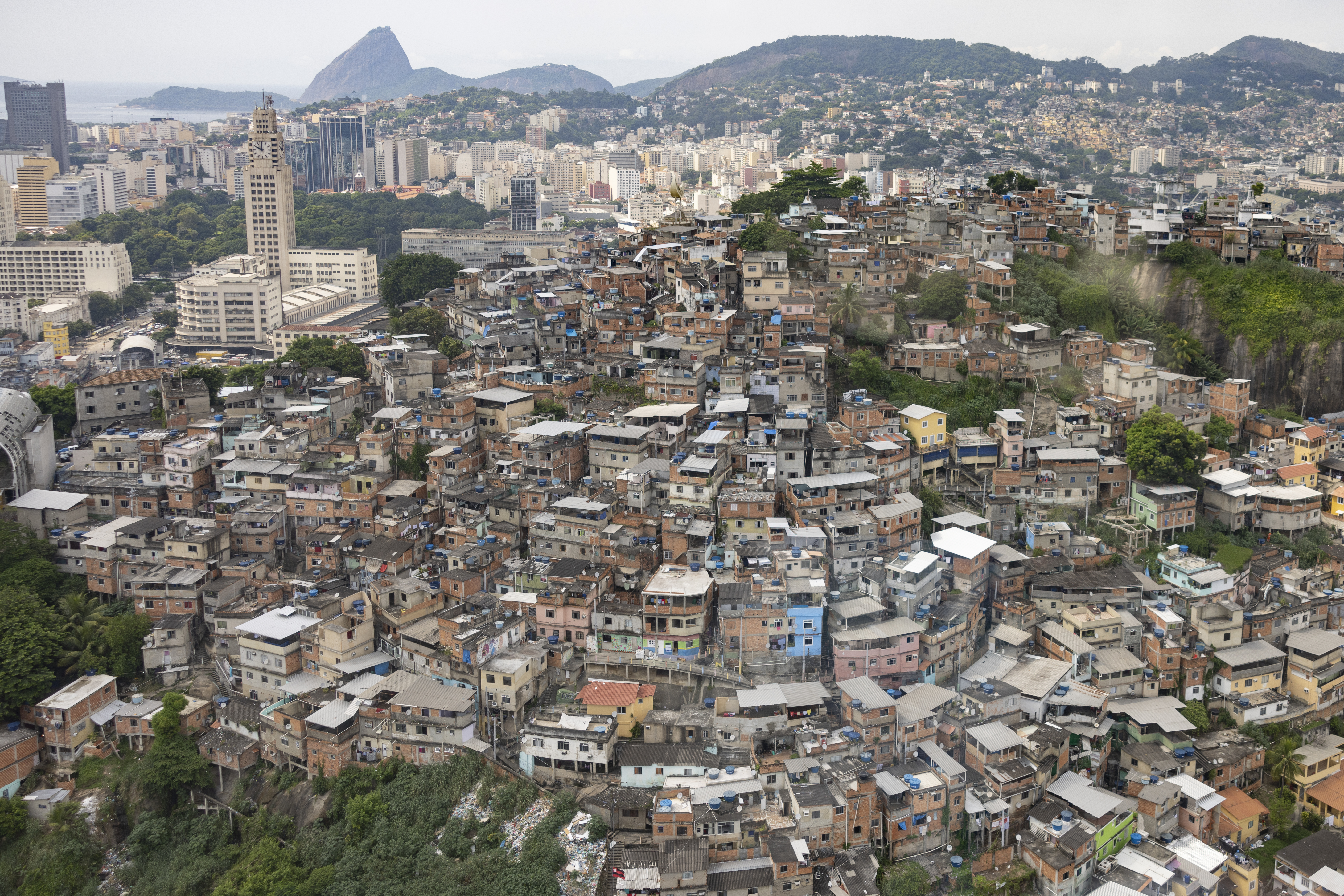
Favela do Morro da Providência, uma das mais antigas da cidade

Em 2010, o Índice de Desenvolvimento Humano Municipal (IDH-M) do Rio de Janeiro era considerado "alto" pelo Programa das Nações Unidas para o Desenvolvimento (PNUD), cujo valor, de 0,799, era o segundo maior a nível estadual (depois de Niterói) e o 45.º a nível federal. Considerando apenas a longevidade o índice é de 0,845, o índice de renda é de 0,840 e o de educação de 0,719.
Embora classificada como uma das principais metrópoles do mundo, o Rio de Janeiro é uma cidade de fortes contrastes econômicos e sociais. Segundo o censo de 2010 feito pelo IBGE, 1,39 milhão dos 6,29 milhões de habitantes da cidade — o que corresponde a aproximadamente 22% de sua população — vivem em aglomerados subnormais. Essas favelas se instalam principalmente sobre os morros, devido ao relevo mamelonar do Rio de Janeiro, ou em mangues aterrados como no Complexo do Manguinhos, onde as condições de moradia, saúde, educação e segurança são extremamente precárias.
Um aspecto original das favelas do Rio é a proximidade aos distritos mais valorizados da cidade, simbolizando a forte desigualdade social, característica do Brasil. Alguns bairros de luxo, como São Conrado, onde se localiza a favela da Rocinha, encontram-se "espremidos" entre a praia e os morros. Nas favelas, ensino público e sistema de saúde deficitários ou inexistentes, aliados à saturação do sistema prisional, contribuem com a intensificação da injustiça social e da pobreza.

### Segurança, violência e criminalidade

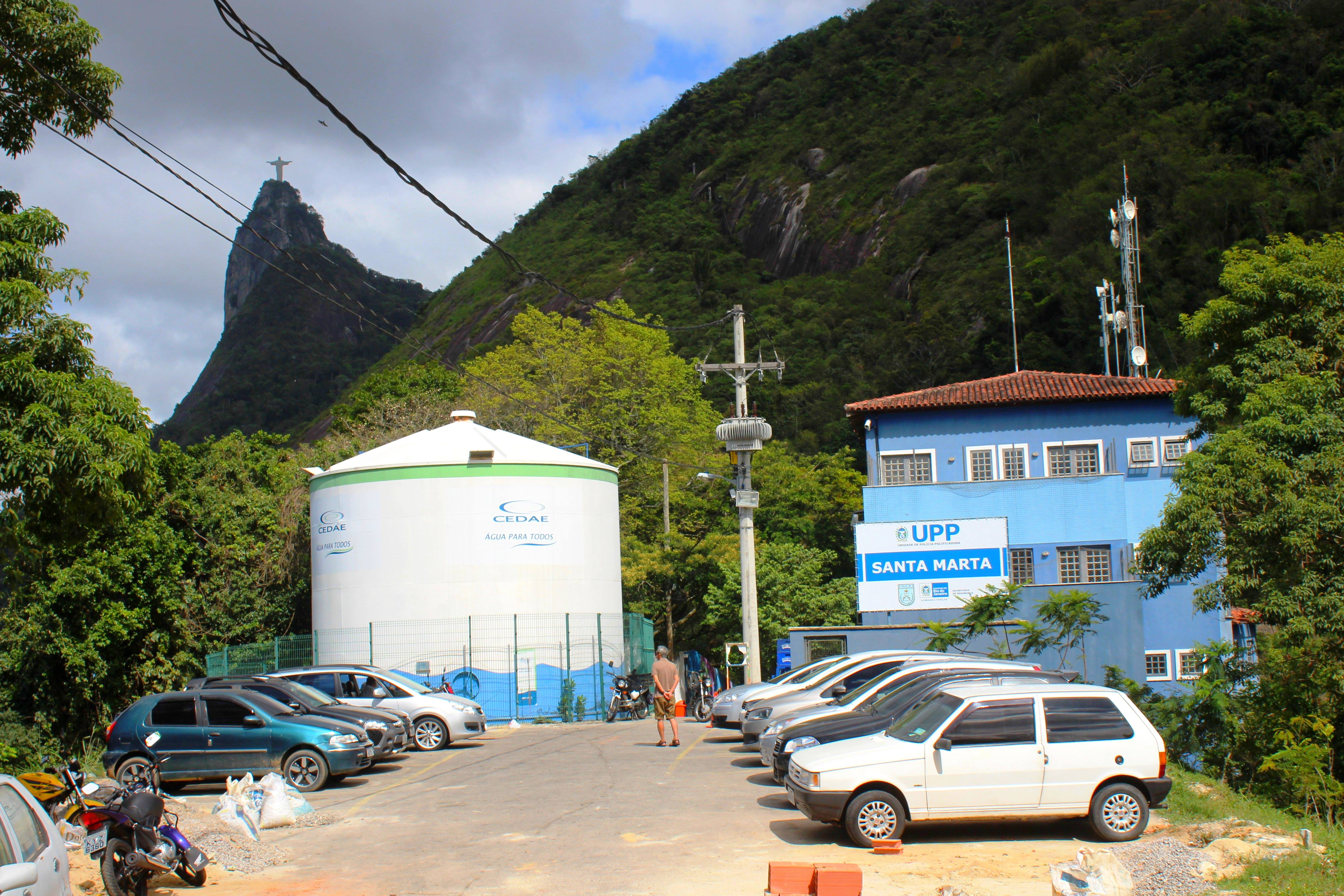
UPP da Favela Santa Marta

Desde meados dos anos 1990, em decorrência da violência urbana, o Rio vem conquistando espaço na imprensa nacional e (nos últimos anos) internacional. A cidade apresenta índices de criminalidade relativamente elevados, em especial, o homicídio. Até o ano de 2007, na região metropolitana contabilizavam-se quase 80 mortos por semana — a maioria vítimas de assaltos, balas perdidas e do narcotráfico. Entre 1978 e 2000, 49 900 pessoas foram mortas no Rio, mais do que em toda a Colômbia no mesmo período. Importante destacar, no entanto, que dados do 17.º Anuário Brasileiro de Segurança Pública, do ano de 2022, demonstram que das 27 capitais brasileiras, a cidade ocupa apenas a 20ª posição no ranking de homicídios, com um índice de 21,2 homicídios por 100 mil habitantes, figurando como uma das 8 menos letais no país.
A polícia do Rio de Janeiro também é demasiadamente violenta; em 2006 matou 1 063 pessoas no estado, sendo 1 195 apenas em 2003. Até abril de 2007, a média era de 3,7 por dia. A título de comparação, a polícia dos Estados Unidos matou apenas 347 pessoas em todo o território estadunidense ao longo de 2006. Em 2007, os policiais recebiam em média R$ 874 por mês, ou o equivalente R$ 10 488 em um ano. Baixos salários e equipamentos insuficientes fazem com que a polícia carioca consiga resolver apenas 3% de todos os assassinatos ocorridos na cidade.

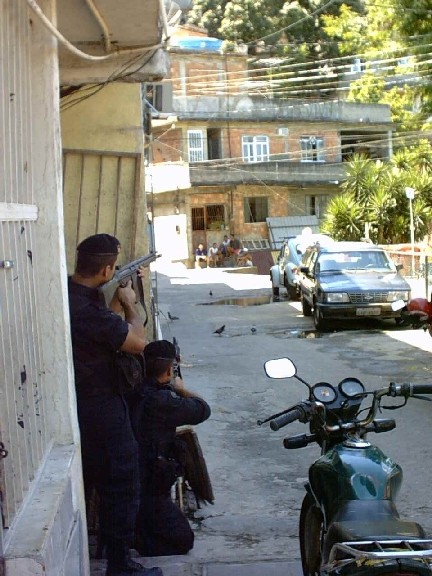
Policiais do BOPE em uma favela carioca.

Entretanto, pesquisas recentes demonstram que a violência urbana vem caindo na cidade, sobretudo nos últimos anos. O "Mapa da Violência dos Municípios Brasileiros 2008", estudo realizado conjuntamente pela Rede de Informação Tecnológica Latino-Americana (RITLA) e pelo Instituto Sangari, com o aval do Ministério da Saúde e do Ministério da Justiça, divulgado em janeiro de 2008, revela que no Rio de Janeiro a taxa geral de homicídios por 100 mil habitantes retrocedeu 40% entre 2002 e 2006, levando-o da 4ª para a 14ª posição no ranking das capitais mais violentas do Brasil naquele ano.
Em 2002, a capital fluminense registrava 62,8 casos de homicídio para cada 100 mil pessoas. Em 2006, após quedas anuais sucessivas, esta taxa chegou a 37,7 — abaixo da aferida para cidades menores como Recife (90,9), Vitória (88,6), Curitiba (49,3), Belo Horizonte (49,2), Salvador (41,8) e Florianópolis (40,7). Em 2022, o índice passou a ser de 21,2 homicídios para cada 100 mil habitantes, revelando uma queda brusca e ocupando o lugar de 8ª capital menos letal no Brasil, apesar da intensa cobertura midiática em torno da cidade e dos crimes cometidos dentro de suas fronteiras.
No entanto, apesar da salutar redução dos índices de criminalidade, o Rio ainda ocupa o segundo lugar com relação ao número absoluto de homicídios ocorridos em 2006, atrás apenas de São Paulo. Um relatório anterior, divulgado em outubro de 2007, também com a chancela dos Ministérios da Saúde e da Justiça, apontava uma redução inferior (17,5%) nos índices de homicídio entre 2003 e 2006, período no qual a capital respectivamente teria oscilado da 3ª a 5ª colocação entre as mais violentas do Brasil.

## Política

### Governo municipal
|                                                         |  |                                                                |
| Centro Administrativo São Sebastião, sede da prefeitura |  | Palácio Pedro Ernesto, na Cinelândia, sede da Câmara Municipal |

No Rio de Janeiro, o poder executivo é representado pelo prefeito e gabinete de secretários, em conformidade ao modelo proposto pela Constituição Federal. A Lei Orgânica do Município e o atual Plano Diretor, porém, preceituam que a administração pública deve conferir à população ferramentas efetivas ao exercício da democracia participativa. Deste modo, a cidade é dividida em subprefeituras, cada uma delas dirigida por um submandatário nomeado diretamente pelo prefeito.
O poder legislativo é constituído à câmara municipal, composta por 51 vereadores eleitos para mandatos de quatro anos (em observância ao disposto no artigo 29 da Constituição, que disciplina um número mínimo de 42 e máximo de 55 para municípios com mais de cinco milhões de habitantes). Cabe à casa elaborar e votar leis fundamentais à administração e ao Executivo, especialmente o orçamento participativo (Lei de Diretrizes Orçamentárias). Conquanto seja o poder de veto assegurado ao prefeito, o processo de votação das leis que se lhe opõem costuma gerar conflitos entre Executivo e Legislativo.
Existem também os conselhos municipais, que atuam em complementação ao processo legislativo e ao trabalho engendrado nas secretarias. Obrigatoriamente formados por representantes de vários setores da sociedade civil organizada, acenam em frentes distintas — embora sua representatividade efetiva seja por vezes questionada. Encontram-se atualmente em atividade: Conselho Municipal de Proteção do Patrimônio Cultural (CMPC), de Defesa do Meio Ambiente (CONDEMAM), de Saúde (CMS), dos Direitos da Criança e do Adolescente (CMDCA), de Educação (CME), de Assistência Social (CMAS) e Antidrogas.

### Governo estadual
|                                             |  |                                                    |
| Palácio Guanabara, sede do governo estadual |  | Palácio Tiradentes, sede da Assembleia Legislativa |

Por ser a capital do estado homônimo, a cidade é sede do governo fluminense. O Palácio Guanabara (anteriormente conhecido como Paço Isabel) fica no bairro Laranjeiras, na zona sul, e é a sede oficial do poder executivo fluminense. Não deve ser confundido com o Palácio Laranjeiras, situado no mesmo bairro, que é a residência oficial do governador do Rio de Janeiro.
A Assembleia Legislativa do Estado do Rio de Janeiro (ALERJ) é o órgão de poder legislativo estadual e está sediada no Palácio Tiradentes, onde anteriormente funcionou a Câmara dos Deputados do Brasil.
O Tribunal de Justiça do Estado do Rio de Janeiro (TJRJ) é o órgão máximo do poder judiciário do estado. Seu fórum central está localizado no Centro do Rio de Janeiro, mas, de 2013 a julho de 2018, algumas das varas judiciais deste foro foram deslocadas para a Cidade Nova.

### Governo federal

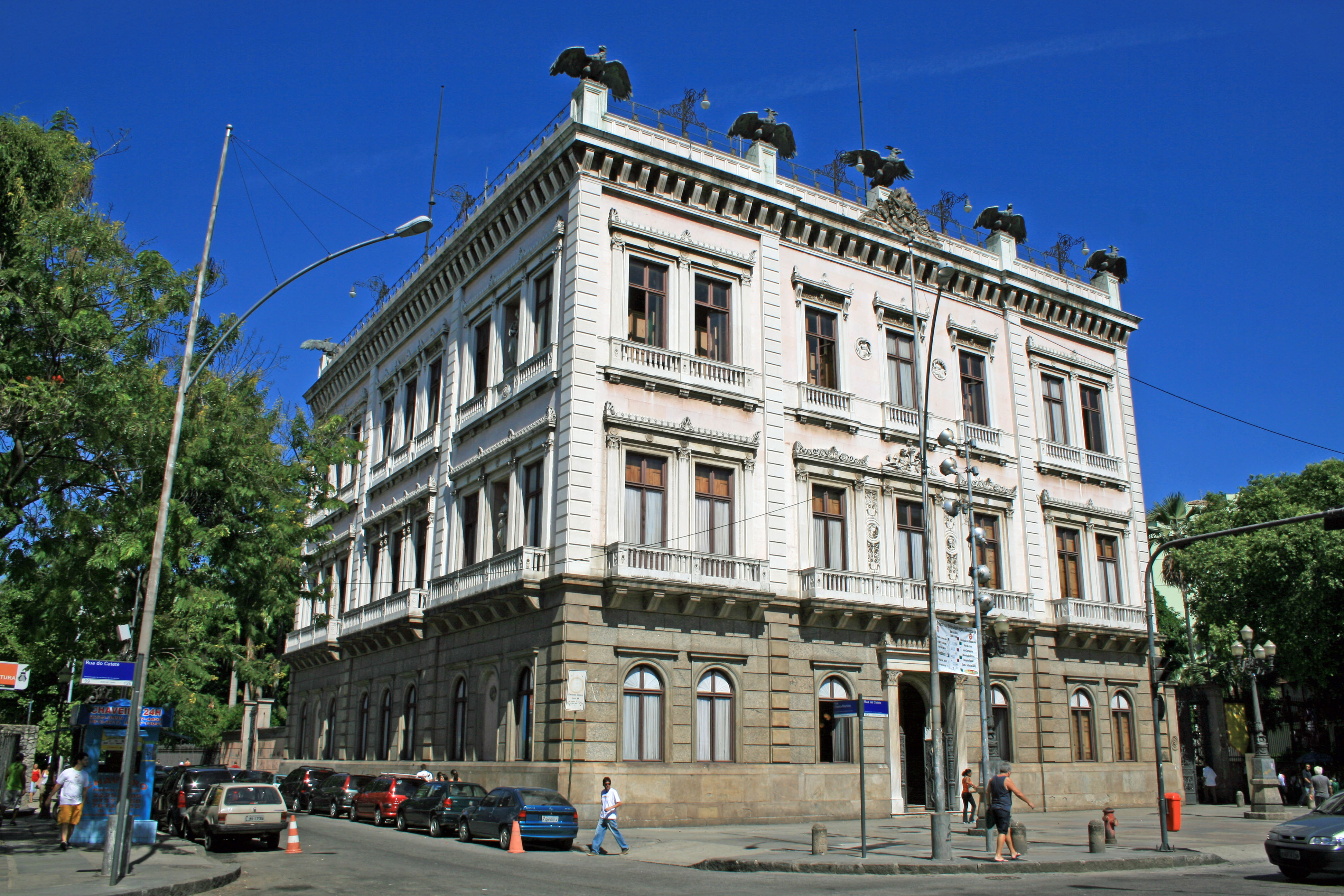
Palácio do Catete, sede da Presidência da República de 1897 até 1960, quando Brasília se tornou a nova capital do país

A cidade do Rio de Janeiro foi, sucessivamente, capital da colônia portuguesa do Estado do Brasil (1621–1815), depois do Reino Unido de Portugal, Brasil e Algarves (1815–1822), do Império do Brasil (1822–1889) e da República dos Estados Unidos do Brasil (1889–1968) até 1960, quando a sede do governo foi transferida definitivamente para a então recém-construída Brasília.
Apesar da mudança da capital federal, 59% dos servidores civis do Poder Executivo de órgãos federais e empresas públicas permaneceram na cidade. O Rio de Janeiro é também o único estado brasileiro onde o número de servidores federais supera o número dos servidores estaduais. Cerca de um terço de todos os órgãos e empresas públicas federais continua na ex-capital, sendo 50 repartições públicas, entre agências, autarquias, fundações e empresas públicas, como a Biblioteca Nacional, a Comissão Nacional de Energia Nuclear, a Fiocruz, o BNDES, a Petrobras, a Eletrobras, o IBGE, a Casa da Moeda, o Arquivo Nacional, entre outros.
O professor Christian Lynch, do Instituto de Estudos Sociais e Políticos (IESP) da Universidade do Estado do Rio de Janeiro (UERJ), tem proposto que a cidade do Rio e a sua região metropolitana sejam federalizadas, formando uma segunda cidade federal no Brasil. De acordo com Lynch, a mudança da capital teria criado um ciclo de crises no Rio, que não poderia ser solucionado de outra forma, dada a marcada presença da União na cidade. A ideia se inspira em São Petersburgo que, depois de ser capital da Rússia por 200 anos, entrou em decadência com a mudança da capital para Moscou, até ser novamente federalizada em 1997. A proposta inclui também a possibilidade de transferência da sede de algumas funções do governo federal de volta ao Rio, como o Congresso Nacional ou Supremo Tribunal Federal.

### Cidades-irmãs
A política das cidades-irmãs tem como objetivo a criação de relações e protocolos, notadamente na esfera econômica e cultural, de modo que cidades estabeleçam entre si laços de cooperação. São cidades-irmãs do Rio de Janeiro, reconhecidas por lei municipal:
- Joanesburgo (África do Sul)
- Berlim (Alemanha)
- M'banza Congo (Angola)
- Mar del Plata (Argentina)
- Adelaide (Austrália)
- Bacu (Azerbaijão)
- Parelhas (Brasil)
- Porciúncula (Brasil)[128]
- Quissamã (Brasil)[129]
- São Borja (Brasil)
- Praia (Cabo Verde)
- Hamilton (Canadá)
- Iquique (Chile)
- Viña del Mar (Chile)
- Fujian (China)[130]
- Guangzhou (China)[131]
- Barranquilla (Colômbia)
- Medellín (Colômbia)
- Busan (Coreia do Sul)
- Incheon (Coreia do Sul)
- San José (Costa Rica)
- Havana (Cuba)
- Cádis (Espanha)
- Corunha (Espanha)
- Madri (Espanha)
- Oklahoma City (Estados Unidos)
- Orlando (Estados Unidos)[132]
- Newark (Estados Unidos)
- Richardson (Estados Unidos)
- Nantes (França)
- Atenas (Grécia)
- Bissau (Guiné-Bissau)
- Jerusalém (Israel)
- Petah Tikva (Israel)
- Ra'anana (Israel)
- Ramat Gan (Israel)
- Tel Aviv (Israel)
- Anguillara Veneta (Itália)
- Florença (Itália)
- Nápoles (Itália)
- Kobe (Japão)
- Casablanca (Marrocos)
- Maputo (Moçambique)
- Manágua (Nicarágua)
- Ifé (Nigéria)
- Oió (Nigéria)
- Hebrom (Palestina)
- Ramala (Palestina)
- Laore (Paquistão)
- Assunção (Paraguai)
- Almada (Portugal)
- Angra do Heroísmo (Portugal)
- Arganil (Portugal)
- Braga (Portugal)
- Cabeceiras de Basto (Portugal)
- Cascais (Portugal)
- Coimbra (Portugal)
- Covilhã (Portugal)
- Espinho (Portugal)
- Évora (Portugal)
- Faro (Portugal)
- Fátima (Portugal)
- Guimarães (Portugal)
- Lamego (Portugal)
- Lisboa (Portugal)
- Óbidos (Portugal)
- Olhão (Portugal)
- Oliveira do Hospital (Portugal)
- Ponte de Lima (Portugal)
- Porto (Portugal)
- Santa Maria da Feira (Portugal)
- Santo Tirso (Portugal)
- Sintra (Portugal)
- Vila Nova de Gaia (Portugal)
- Viseu (Portugal)
- São Domingos (República Dominicana)
- Verón (República Dominicana)
- Bucareste (Romênia)
- Rufisque (Senegal)
- Genebra (Suíça)
- Kaohsiung (Taiwan)
- Túnis (Tunísia)
- Kiev (Ucrânia)
- Caracas (Venezuela)

São também consideradas cidades parceiras:
| - Natal (Brasil) - Salvador (Brasil) |  | - Vancouver (Canadá), desde 2010 - Miami Beach (Estados Unidos), desde 2007 |

## Subdivisões
O município do Rio de Janeiro é dividido oficialmente em 165 bairros, 33 regiões administrativas, 9 subprefeituras e 4 zonas (Central, Norte, Oeste e Sul). Embora a Zona Norte seja a maior em número de habitantes e a mais densa, sete dos dez bairros mais populosos do município ficam na Zona Oeste, incluindo os três primeiros: Campo Grande (328 370 habitantes), Bangu (243 125) e Santa Cruz (217 333). Outros bairros com população igual ou superior a cem mil habitantes naquele mesmo ano eram Realengo (180 123), Tijuca (163 805), Jacarepaguá (157 326), Copacabana (146 392), Barra da Tijuca (135 924), Maré (129 770), Guaratiba (110 049), Senador Camará (105 515) e Taquara (102 126). Na outra ponta da lista, os bairros menos populosos, com menos de dois mil residentes, eram Camorim (1 970), Cidade Universitária (1 556), Campo dos Afonsos (1 365), Joá (818) e Grumari (167). Nos bairros da Zona Sul, há alta concentração de idosos, como Copacabana, que possui quase 25% de seus moradores nesta faixa.

Município do Rio de Janeiro e sua divisão em zonas e bairros.

| Zona Oeste | Zona Norte | Zona Sul | Zona Central |

## Economia

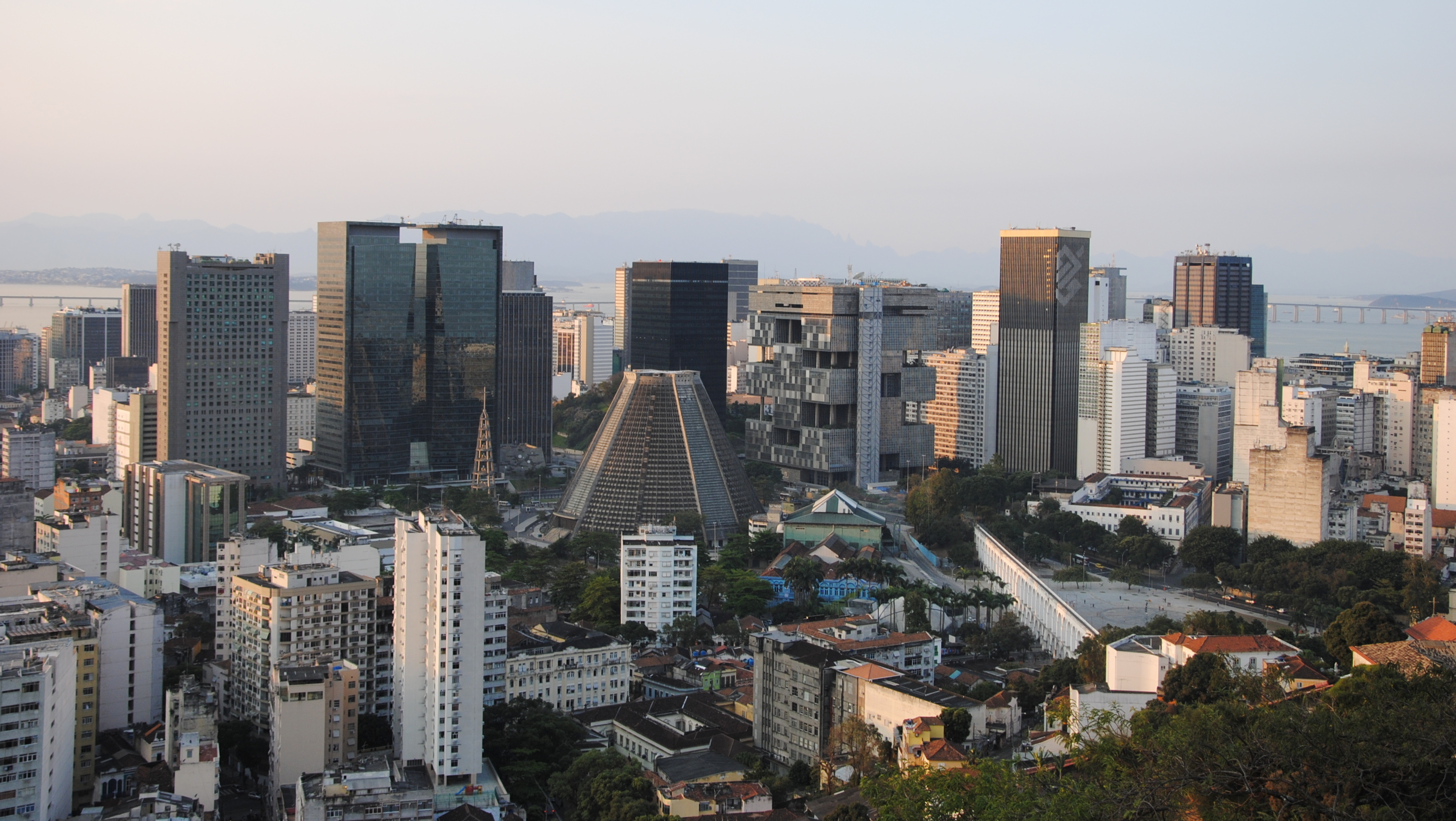
O centro da cidade.

O Rio de Janeiro é a cidade com o segundo maior PIB no Brasil, superada apenas por São Paulo. Detém também o 30.º maior PIB do planeta, o qual, segundo dados do IBGE, foi de cerca de R$ 139 559 354 000 em 2007 — equivalente a 5,4% do total nacional.
Segundo pesquisa da consultoria Mercer sobre o custo de vida para funcionários estrangeiros, o Rio de Janeiro está entre as cidades mais caras do mundo, colocada na posição 13 em 2012, 18 postos acima de sua classificação de 2010, e superada por São Paulo (posição 12), mas na frente de cidades como Londres, Paris, Milão e Nova Iorque.
O setor de serviços abarca a maior parcela do PIB (65,52%), seguido pela arrecadação de impostos (23,38%), pela atividade industrial (11,06%) e pelo agronegócio (0,04%).

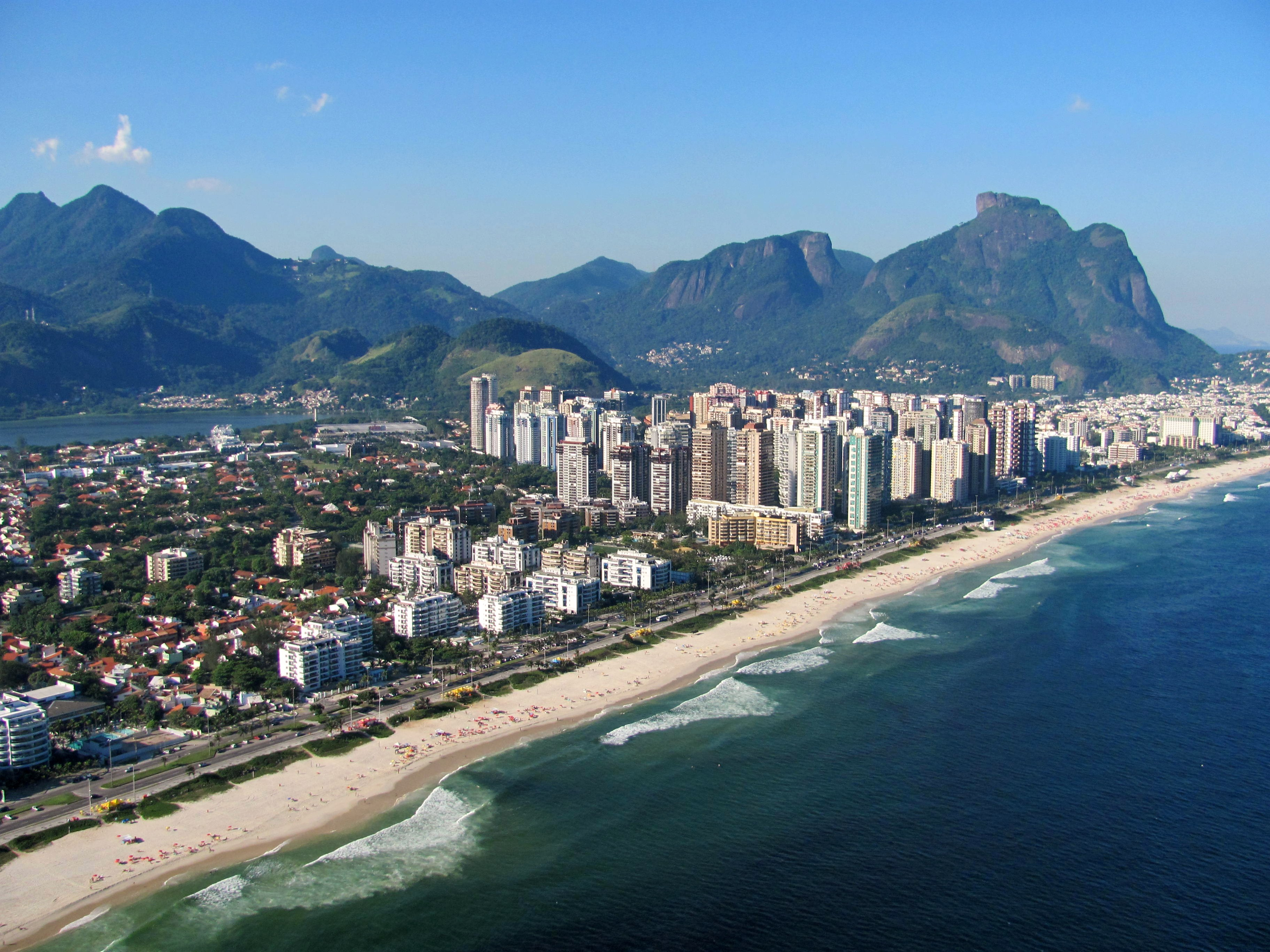
Barra da Tijuca, um importante bairro nobre da cidade, com o Parque Nacional da Tijuca e a Pedra da Gávea ao fundo

Beneficiando-se da posição de capital federal ocupada por um longo período (1763–1960), a cidade transformou-se em um dinâmico centro administrativo, financeiro, comercial e cultural. A Região Metropolitana do Rio de Janeiro, tal como considerada pelo IBGE, tem um PIB de 187 374 116 000 de reais, constituindo o segundo maior polo de riqueza nacional. Concentra 68% da força econômica do estado e 7,91% de todos os bens e serviços produzidos no país.
Levando-se em consideração a rede de influência urbana exercida pela metrópole (e que abrange 11,3% da população brasileira), esta participação no PIB sobe para 14,4%, segundo o estudo divulgado em outubro de 2008 pelo IBGE. Há muitos anos congrega o segundo maior polo industrial do Brasil, contando com refinarias de petróleo, indústrias navais, siderúrgicas, metalúrgicas, petroquímicas, gás-químicas, têxteis, gráficas, editoriais, farmacêuticas, de bebidas, cimenteiras e moveleiras. No entanto, as últimas décadas atestaram uma nítida transformação em seu perfil econômico, que vem adquirindo, cada vez mais, matizes de um grande polo nacional de serviços e negócios.
A Bolsa de Valores do Rio de Janeiro (BVRJ), que funcionou até 2002, foi a primeira Bolsa de valores fundada no Brasil, em 1845, e localiza-se na região central.

### Setores em destaque

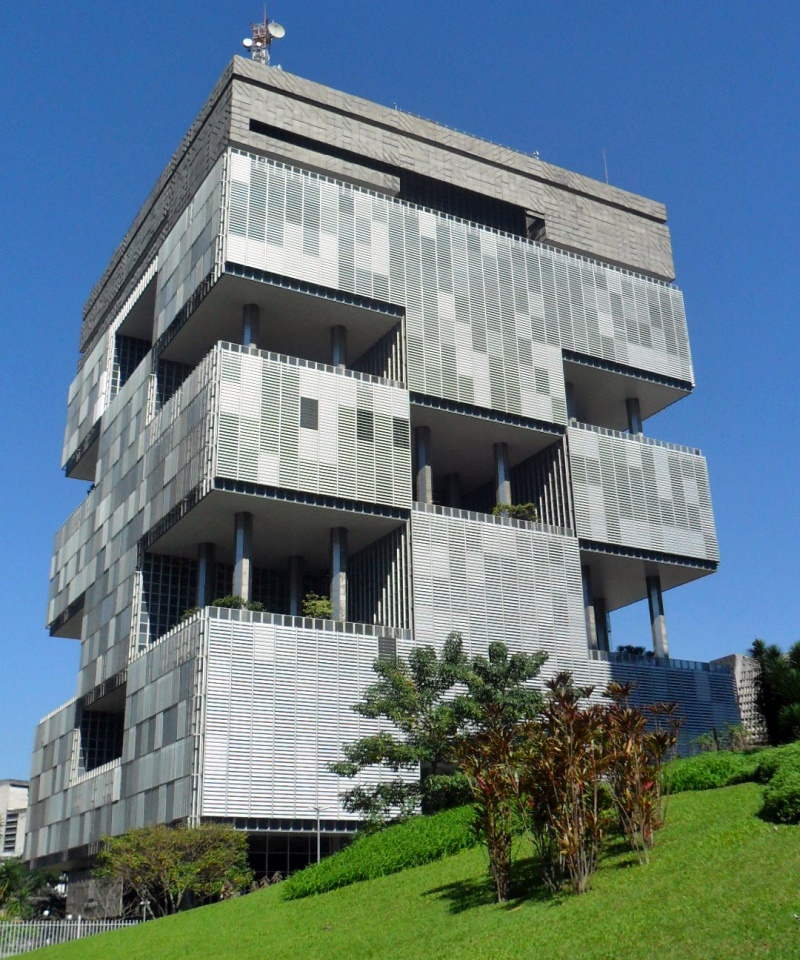
O edifício sede da Petrobras

Na cidade do Rio de Janeiro estão sediados uma boa parte dos maiores conglomerados empresariais do Brasil. Entre eles estão as três maiores multinacionais dos setores de energia e de mineração do Brasil, a Petrobras, a Vale S.A. e o Grupo EBX; o maior grupo de mídia e de comunicações da América Latina, o Grupo Globo; além de grandes empresas do setor de telecomunicações, tais como: a CorpCo (proprietária da Oi e da Portugal Telecom), a TIM, a Embratel, a Intelig e a Star One (maior empresa latino-americana de gerenciamento de satélites).
Na petroquímica, verifica-se um arranjo consentâneo de mais de 700 empresas, dentre as quais as maiores do Brasil (Shell, Esso, Ipiranga, Chevron, PRIO, Repsol). A maioria mantém centros de pesquisa espalhados por todo o estado e, juntas, produzem mais de 4/5 do petróleo e dos combustíveis distribuídos nos postos de serviço do território nacional. A Companhia Siderúrgica Nacional (CSN), a Ternium Brasil (maior siderúrgica da América Latina) e a filial brasileira da BHP Billiton exercem papel de destaque no setor de mineração. A cidade também reúne os principais grupos nacionais e internacionais da indústria naval e os maiores estaleiros do estado e de todo o Brasil — o qual detém cerca de 90% da produção de navios e de equipamentos offshore no Brasil.
Americanas, Coca-Cola Brasil, Eletrobras, Michelin, Neoenergia, Xerox do Brasil, GE Oil & Gás, Light, Chemtech, Transpetro, BAT Brasil, Grupo SulAmérica e Vibra Energia. compõem a lista das grandes companhias sediadas na cidade. É expressiva a quantidade de indústrias do ramo farmacêutico instaladas na cidade, com ênfase para Schering-Plough, GlaxoSmithKline, Roche e Merck.

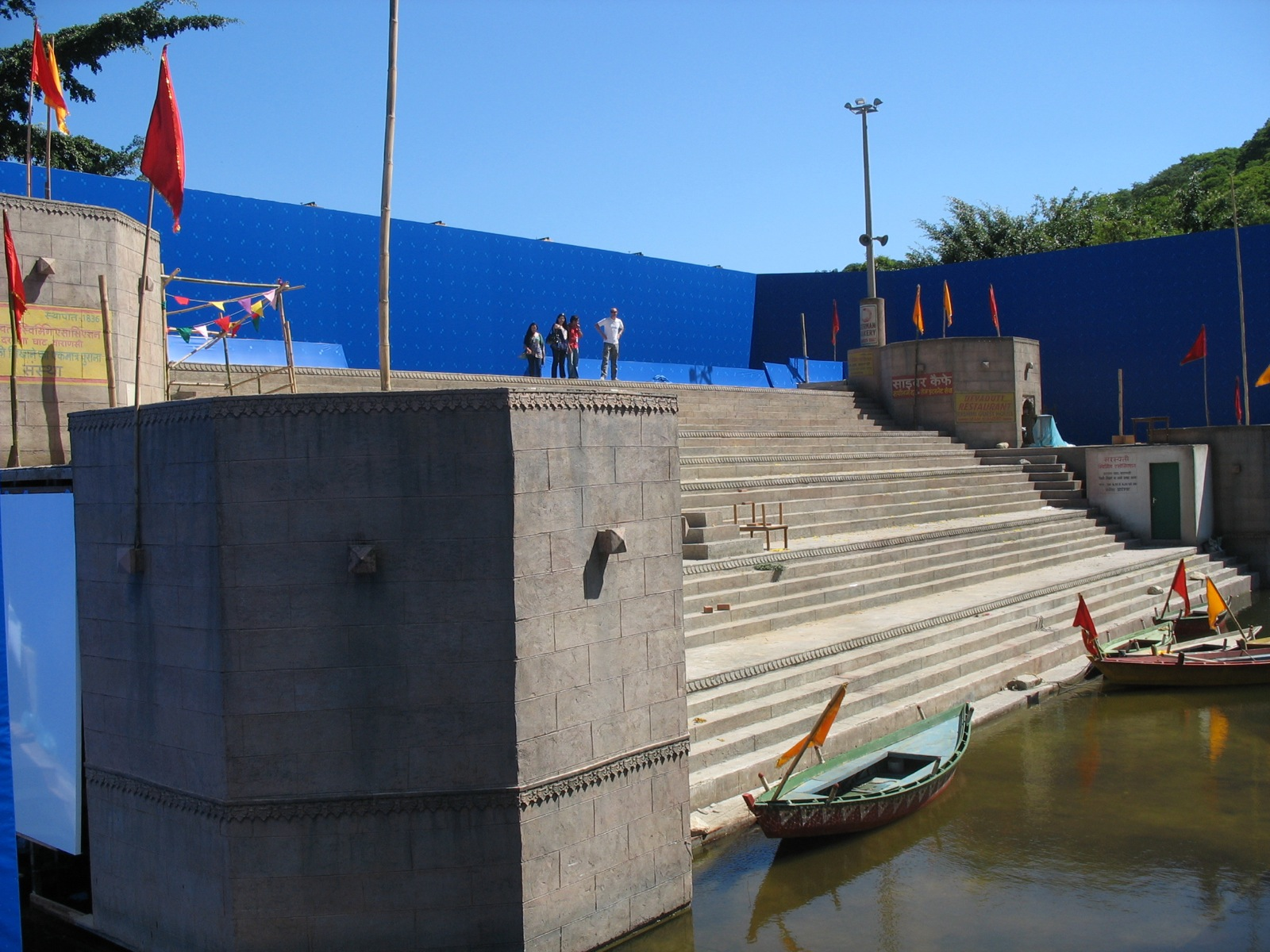
Reprodução do rio Ganges na cidade cenográfica do Projac, o segundo maior complexo televisivo da América Latina

O Rio de Janeiro herdou de seu passado uma forte vocação cultural. Atualmente, aglutina os principais centros de produção da TV brasileira: o Estúdios Globo da TV Globo, o Casablanca Estúdios da Record e o Polo de Cinema de Jacarepaguá — responsáveis pela geração de cerca de 10 mil empregos diretos e 30 mil indiretos. Em 2006, 65% da produção do cinema nacional foi realizada exclusivamente por estúdios cariocas, captando 91 milhões de reais em recursos federais através de leis de incentivo fiscal. Uma parcela significativa do parque gráfico-editorial brasileiro também faz-se presente. Quanto à indústria fonográfica, figuram empresas como EMI, Universal Music, Sony Music, Warner Music e Som Livre.
Muitas empresas estatais, fundações públicas e autarquias federais possuem suas sedes estabelecidas na cidade, com destaque o Banco Nacional de Desenvolvimento Econômico e Social (BNDES), a Casa da Moeda do Brasil, as Indústrias Nucleares do Brasil (INB), a Financiadora de Estudos e Projetos (FINEP), o Instituto Brasileiro de Geografia e Estatística (IBGE), o Instituto Nacional de Metrologia, Normalização e Qualidade Industrial (Inmetro), o Instituto Nacional da Propriedade Industrial (INPI), a Comissão de Valores Mobiliários (CVM), e a Comissão Nacional de Energia Nuclear (CNEN).

### Turismo

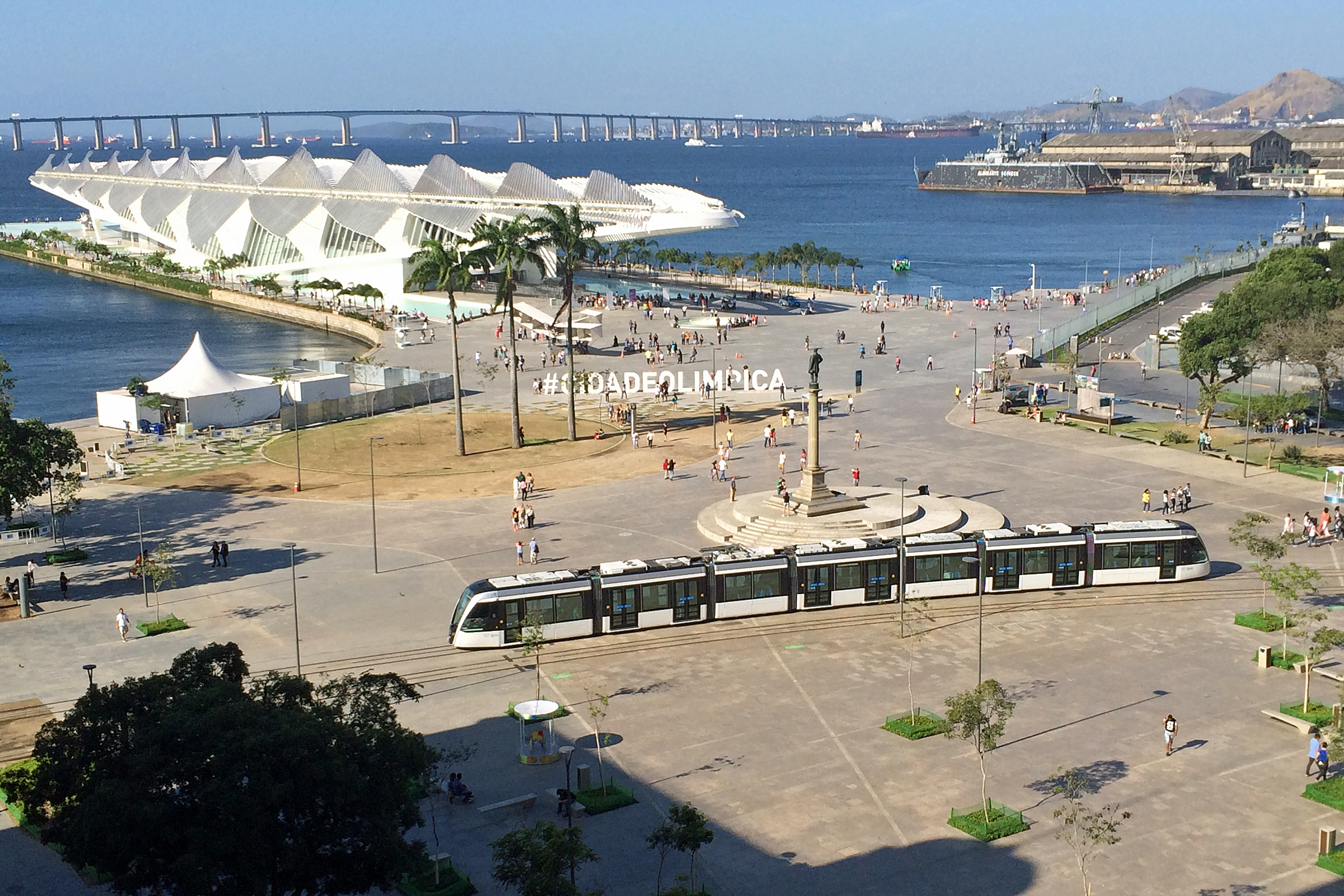
Museu do Amanhã, com o VLT Carioca passando na Praça Mauá, visto a partir do Museu de Arte do Rio. Ao fundo, a Ponte Rio–Niterói

O turismo confere mais do que um mero adendo à economia local, uma vez que muitos turistas são atraídos por uma miríade de ícones culturais e paisagísticos — o que leva à criação de diversos postos de trabalho, robustecendo os setores comercial e de hotelaria. De acordo com um levantamento recente da Associação Brasileira de Shopping Centers (ABRASCE) para 2008, existem 30 estabelecimentos da categoria (segundo lugar no ranking), ou 8,2% do total nacional). É a primeira cidade do Brasil a ter um domínio web próprio, o .rio
A cidade é o maior destino turístico internacional no Brasil, da América Latina e de todo o Hemisfério Sul, sendo a cidade brasileira mais conhecida no exterior, que serve como um "espelho", ou "retrato" nacional, seja positiva ou negativamente. Tem o epíteto de Cidade Maravilhosa e parte da cidade foi designada pela UNESCO como Patrimônio da Humanidade, com o nome "Rio de Janeiro: paisagens cariocas entre a montanha e o mar", em 1 de julho de 2012, tornando-se uma paisagem cultural.
O Rio de Janeiro também tem as diárias de hotel mais caras do Brasil. Com o mesmo valor pago por uma diária em hotéis de duas estrelas na cidade, é possível se hospedar em hotéis quatro estrelas em cidades como Pequim, Buenos Aires, Amsterdã e Barcelona, ou em um hotel da categoria de três estrelas na cidade de São Paulo.

## Infraestrutura urbana

### Educação e ciência

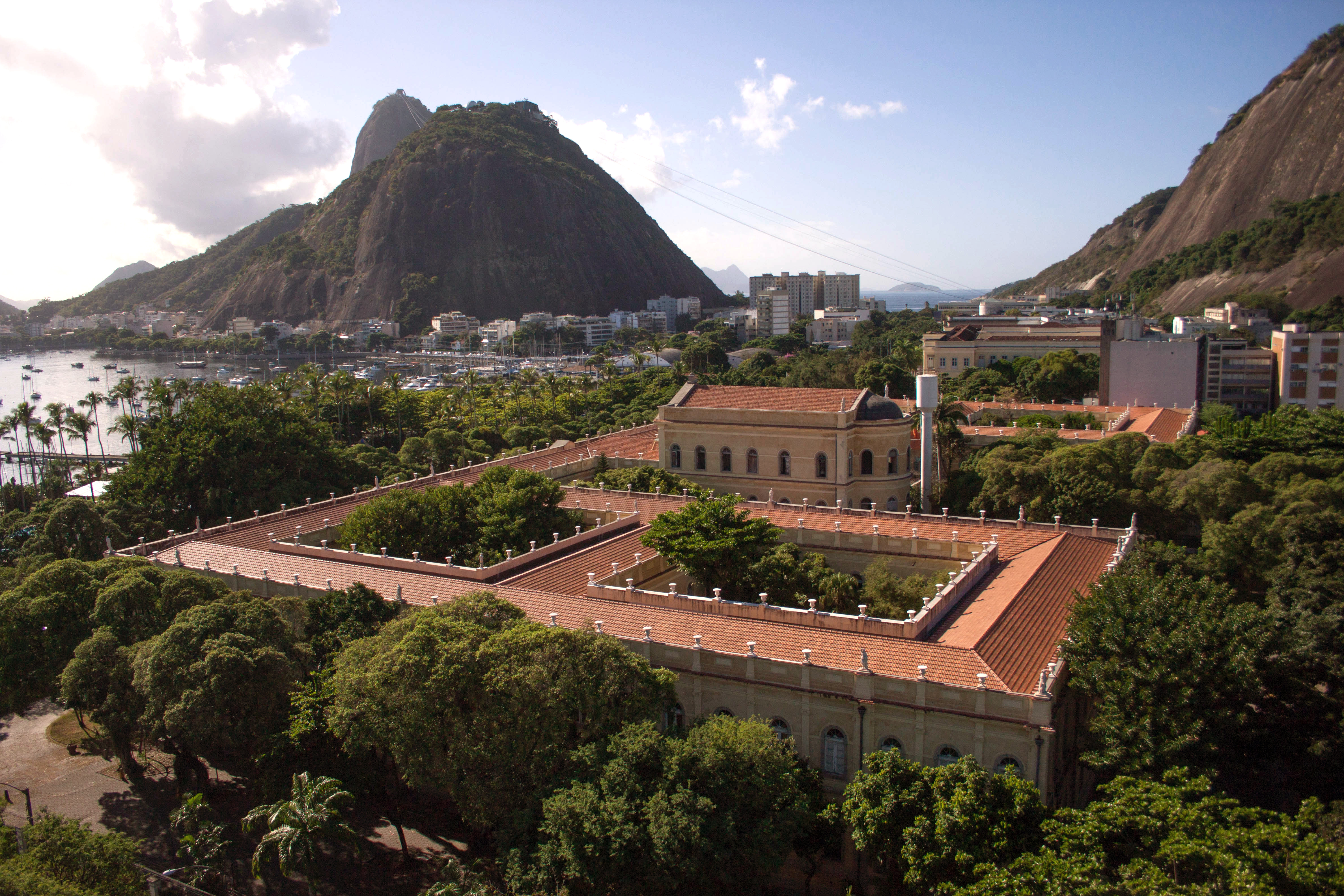
O Palácio Universitário, edificação em estilo neoclássico do século XIX, sedia o campus Praia Vermelha da UFRJ

O fator "educação" do IDH no município atingiu em 2010 a marca de 0,719, ao passo que a taxa de alfabetização indicada pelo último censo demográfico do IBGE foi de 97,2%, ocupando a quinta posição dentre as capitais brasileiras, depois das três capitais da região Sul e de Belo Horizonte (Minas Gerais). De acordo com dados do Portal QEdu, o município obteve uma nota média de 5.1 no IDEB 2021 (Índice de Desenvolvimento da Educação Básica) para os anos finais do ensino fundamental. A nota é menor do que a média estipulada, que era de 5.6. Já nos anos iniciais, a cidade apresentou a nota média de 5.4, também abaixo da meta, que é de 6.4. A nota média da cidade para anos finais ficou dentro da meta nacional, (5.1), enquanto a média para os anos iniciais ficou abaixo da meta nacional (5.8).
Com mais 2 500 estabelecimentos de ensino fundamental, cerca de 2 300 unidades pré-escolares, 763 escolas de nível médio e várias instituições de nível superior, a rede de ensino carioca é a segunda mais extensa do país. No ensino médio se destacam as escolas técnicas federais Colégio Pedro II, Cefet/RJ e Instituto Federal do Rio de Janeiro e também as escolas técnicas estaduais mantidas pela Fundação de Apoio à Escola Técnica do Estado do Rio de Janeiro, entre elas a Escola Técnica Estadual República, Escola Técnica Estadual Ferreira Viana e o Instituto Superior de Educação do Rio de Janeiro.
Entre as muitas instituições de ensino superior podem-se destacar a Universidade Federal do Rio de Janeiro (UFRJ), a Fundação Getúlio Vargas (FGV), o Instituto Militar de Engenharia (IME), a Universidade Federal do Estado do Rio de Janeiro (UNIRIO) e a Universidade do Estado do Rio de Janeiro (UERJ). Na capital fluminense também se encontra a sede da União Nacional dos Estudantes (UNE), fundada em 1937.

### Saúde

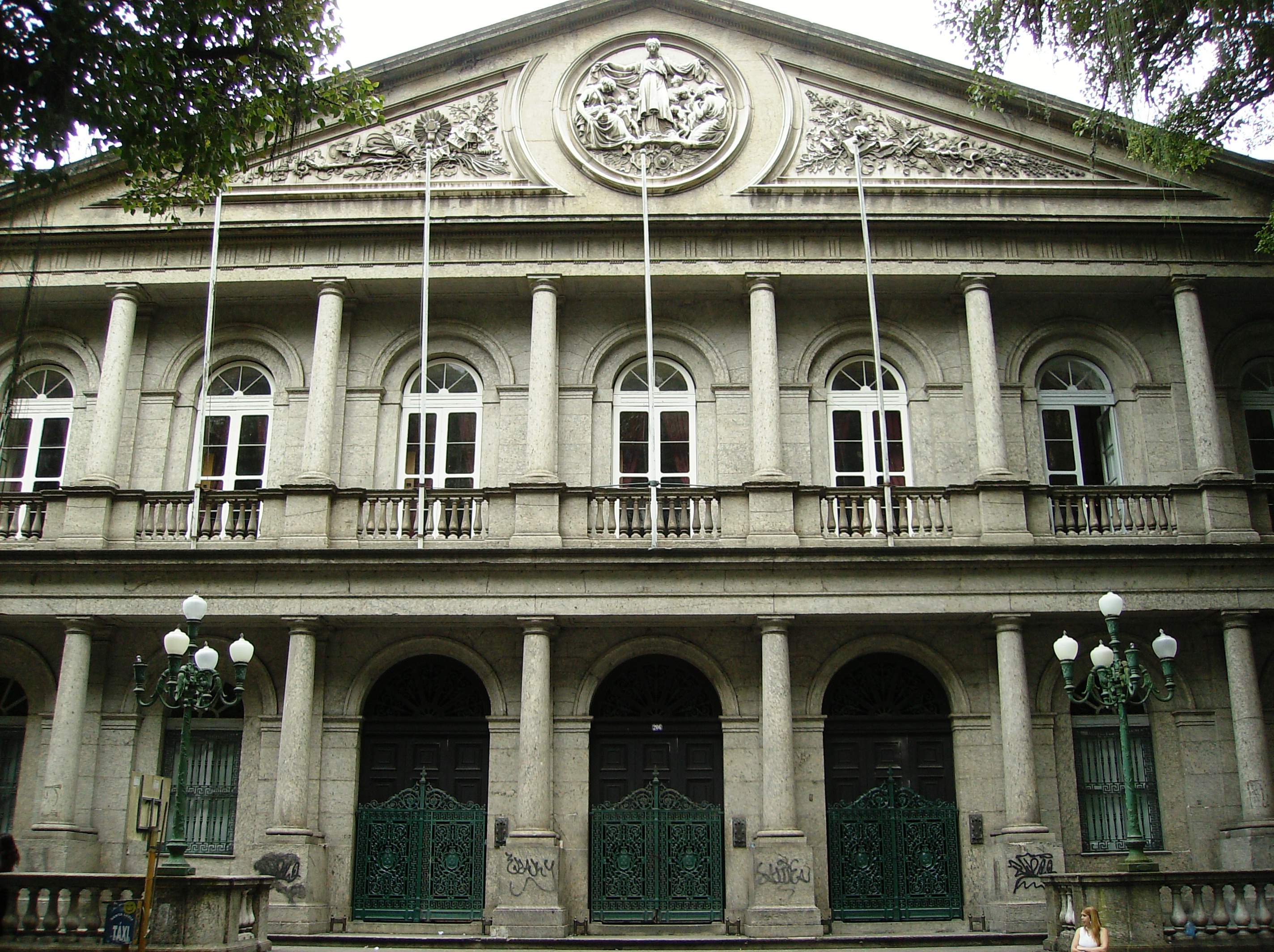
Santa Casa de Misericórdia do Rio de Janeiro

Segundo informações do Instituto Brasileiro de Geografia e Estatística, o Rio de Janeiro dispunha de um total de 2087 estabelecimentos de saúde em 2009, sendo 189 públicos e 1898 privados, os quais dispunham no seu conjunto de 20 756 leitos para internação, sendo que mais da metade são privados. A cidade também conta com atendimento médico ambulatorial em especialidades básicas, atendimento odontológico com dentista e presta serviço ao Sistema Único de Saúde (SUS).
Em abril de 2010 existiam 1 912 582 mulheres em idade fértil (entre 10 e 49 anos). A capital fluminense contava em dezembro de 2009 com 1 834 anestesistas, 17 485 auxiliares de enfermagem, 1 662 cirurgiões gerais, 2 983 cirurgiões dentistas, 5 635 clínicos gerais, 8 228 enfermeiros, 1 204 farmacêuticos, 1 646 fisioterapeutas, 558 fonoaudiólogos, 2 714 gineco-obstetras, 199 médicos de família, 1 274 nutricionistas, 3 667 pediatras, 1 168 psicólogos, 760 psiquiatras, 1 926 radiologistas e 9 032 técnicos de enfermagem. Em 2008 foram registrados 82 306 nascidos vivos, sendo que 9% nasceram prematuros, 53,6% foram de partos cesáreos e 16,9% foram de mães entre 10 e 19 anos (0,9% entre 10 e 14 anos). A taxa bruta de natalidade era de 13,4 por 100 mil habitantes. No mesmo ano, a taxa de mortalidade infantil era de 13,6 por mil nascidos vivos e a taxa de óbitos era de 8,4 por mil habitantes.

### Transportes

#### Rodoviário
A frota municipal em 2018 era constituída por 2 827 516 unidades, dos quais 2 035 943 (72%) eram automóveis. O transporte público por ônibus é o mais utilizado no Rio de Janeiro. Nos últimos dez anos, houve perda de usuários para demais meios, especialmente o transporte alternativo. Ainda assim, são cerca de 2,5 milhões de usuários/dia apenas nas linhas municipais, cujo número fica em torno de 440, distribuídas entre 4 consórcios de empresas.
Na cidade e nas viagens intermunicipais, as empresas de ônibus encontram-se interligadas ao metrô, visando transportar os passageiros que desembarcam nas linhas finais deste, mas ainda necessitam de um ônibus para chegar ao seu destino. Tais passageiros podem utilizar o chamado "bilhete único", através do qual pagam pelo metrô e ainda têm direito a utilizar ônibus, barcas, trens, metrô e vans (regularizadas).
A cidade do Rio de Janeiro é um dos mais importantes entrepostos rodoviários do Brasil. Dentre as autoestradas e vias expressas que dão acesso à cidade, destacam-se sobretudo a BR-116 (também chamada localmente de Rodovia Presidente Dutra e de Rodovia Rio-Teresópolis), a BR-040, a BR-101, a RJ-071 (mais conhecida como Linha Vermelha) e a Avenida Brasil. Estas cinco vias formam o grande complexo rodoviário que dá acesso à cidade do Rio de Janeiro, sendo utilizadas diariamente por milhares de pessoas que entram e saem da cidade. Além destas, também existem outras vias de menor importância que ligam a cidade aos municípios vizinhos da Baixada Fluminense, tais como a BR-465 (antiga Estrada Rio-São Paulo).

#### Cicloviário

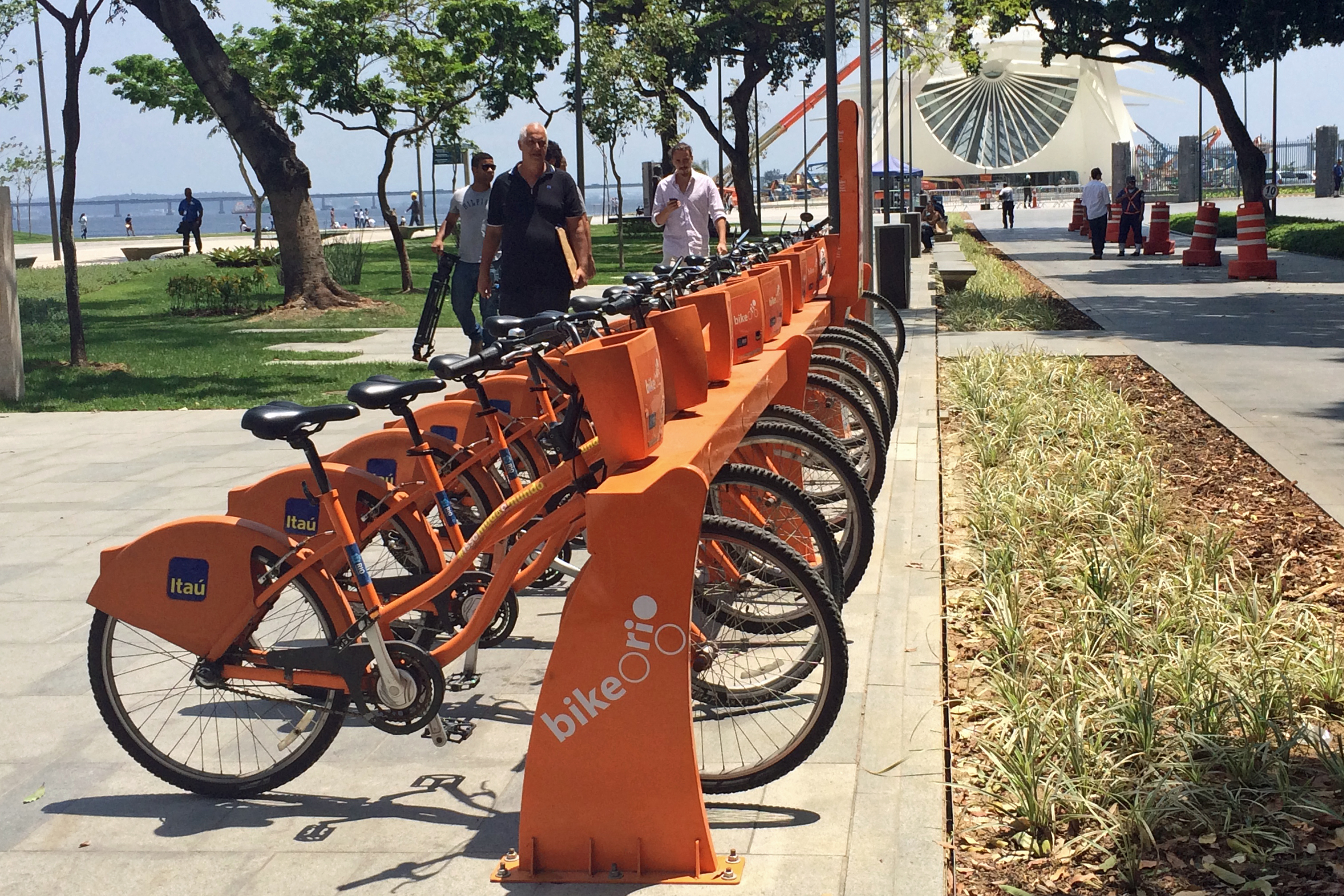
Mais de 3 mil bicicletas compõem as 310 estações do sistema Bike Rio

O Rio de Janeiro detém mais de 425 km de ciclovias, a terceira maior metragem do país. Segundo estimativas do Instituto Municipal de Urbanismo Pereira Passos (IPP), cerca de 320 mil pessoas utilizam bicicletas na cidade. A malha está espalhada por toda a orla, do Leme à Praia do Pontal, na Lagoa, no Centro e em outras áreas das zonas Sul e Oeste.

#### Hidroviário

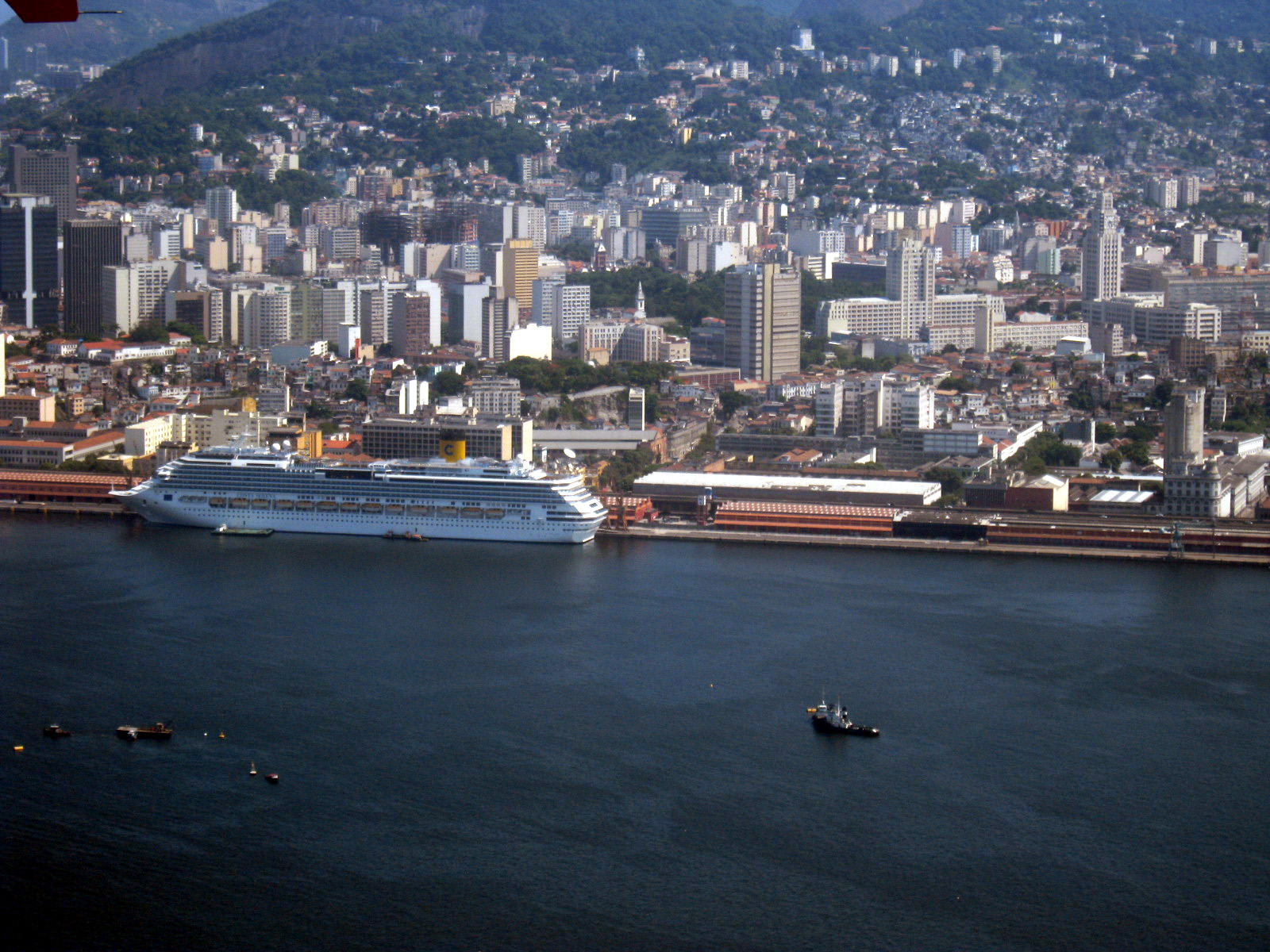
O navio de cruzeiro Costa Serena atracado no Porto do Rio de Janeiro

O Porto do Rio de Janeiro localiza-se na costa oeste da baía de Guanabara, próximo à região central, e atende aos estados do Rio de Janeiro, São Paulo, Minas Gerais, Espírito Santo, Bahia e sudoeste de Goiás, entre outros. É um dos mais movimentados do país quanto ao valor das mercadorias e à tonelagem. Peças e partes de veículos, trigo, café, produtos siderúrgicos e produtos têxteis são os principais produtos escoados. O porto movimenta grande volume de cargas conteinerizadas.
Administrado pela Companhia Docas do Rio de Janeiro (CDRJ), conta com 6 740 m de cais contínuo e um pier de 883 m de perímetro, que compõem os seguintes trechos: Cais Mauá (35 000 m² de pátios descobertos), Cais da Gamboa (60 000 m² de área coberta em 18 armazéns e pátios com áreas descobertas de aproximadamente 16 000 m²), Cais de São Cristóvão (12 100 m² em dois armazéns cobertos e uma área de pátios com 23 000 m²), Cais do Caju e Terminal de Manguinhos. Existem ainda dez armazéns externos, totalizando 65 367 m², e oito pátios cobertos (11 027 m²), com capacidade de estocagem para 13 100 toneladas, além de outros terminais de uso privativo na ilha do Governador (exclusivo de Shell e Esso), na baía de Guanabara (Refinaria de Manguinhos) e nas ilhas d’Água e Redonda (Petrobras).
A CCR Barcas também opera linhas de transporte aquaviário através da Baía de Guanabara. Desde 2 de julho de 2012, ela opera as linhas de barcas dos municípios de Rio de Janeiro, Niterói, Angra dos Reis e Mangaratiba, no estado do Rio de Janeiro. A frota da CCR Barcas é composta por 19 embarcações, sendo 13 catamarãs e 6 barcas. Somadas, possuem capacidade para 19 819 passageiros.

#### Ferroviário
O Rio de Janeiro é servido por uma rede metroviária que integra bairros e municípios distantes, conectando desde o bairro da Pavuna, na zona norte, até Ipanema e a Barra da Tijuca. Estes são então integrados por ônibus especiais, que também passam por Leblon, Botafogo, Humaitá, Jardim Botânico, Gávea, São Conrado e vão até a Barra da Tijuca. Também há integrações específicas da Pavuna para cidades da Baixada Fluminense como Duque de Caxias, Mesquita, Nilópolis e Nova Iguaçu. Ao longo da rede metroviária há outras pequenas integrações. Em 2006, foi aberta a terceira estação de Copacabana, Cantagalo. Em 2009, entrou em funcionamento a estação General Osório, no bairro de Ipanema. A partir de 2016, durante os eventos dos Jogos Olímpicos de Verão sediados naquele ano na cidade, foi inaugurada a quarta linha do metrô, ligando a zona sul à zona oeste do município, entre as estações General Osório em Ipanema e Jardim Oceânico, na Barra da Tijuca. Possui 40,9 km de extensão distribuídos em duas linhas e 35 estações. Em 2012 nos dias úteis o Metrô do Rio de Janeiro transportou em média 645 mil passageiros/dia.
Além do metrô, o Rio de Janeiro conta com um sistema de trens urbanos. Sob direção da concessionária SuperVia, constitui, juntamente com os ônibus, um amplo conjunto de transporte popular. As composições partem da Estação Ferroviária Central do Brasil em direção aos subúrbios por cinco ramais, percorrendo 270 km de via férrea. Além do metrô e da SuperVia, o Rio de Janeiro também é servido por linhas menores tais como o Bonde de Santa Teresa e o Trem do Corcovado, além das linhas cargueiras da MRS Logística e da Ferrovia Centro-Atlântica (FCA) que se destinam à zona portuária da cidade e ao Porto de Itaguaí.

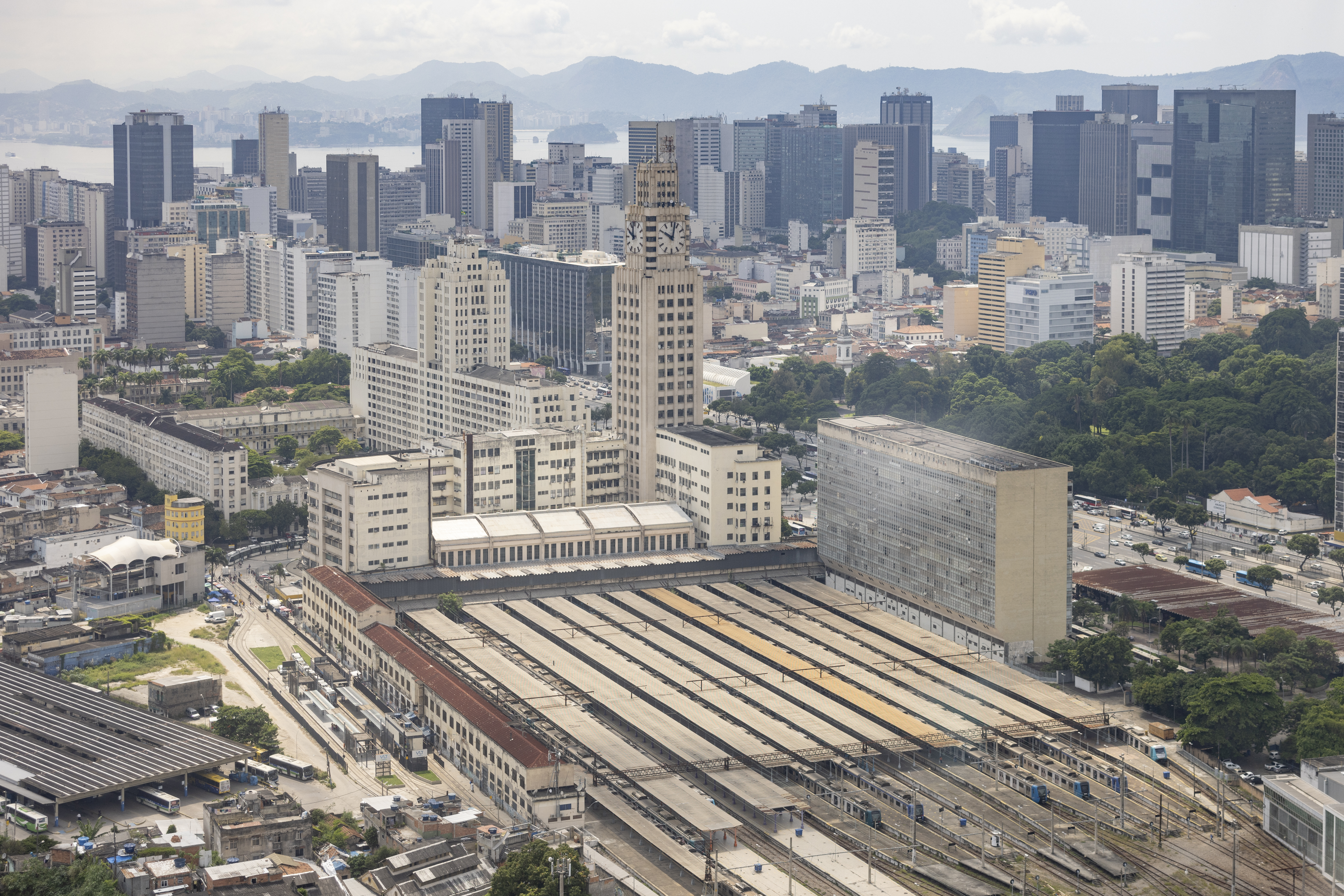
A Estação Central do Brasil na região central do Rio de Janeiro

Boa parte dos ramais ferroviários existentes nos subúrbios da cidade estão entre as mais antigas linhas ferroviárias existentes no Brasil, já tendo pertencido a importantes companhias férreas brasileiras, tais como: a Estrada de Ferro Central do Brasil, a Estrada de Ferro Leopoldina, a Estrada de Ferro Rio d'Ouro, a Estrada de Ferro Melhoramentos do Brasil, a Rede Ferroviária Federal (RFFSA), a Companhia Brasileira de Trens Urbanos (CBTU) e a Companhia Fluminense de Trens Urbanos (Flumitrens). Por essas antigas linhas ferroviárias, a cidade mantinha ligações pelo transporte de passageiros de longa distância com os estados vizinhos do Espírito Santo (até 1980), Minas Gerais (até 1990) e São Paulo (até 1998), além do próprio interior fluminense (até 1991) e com o litoral do estado situado no norte fluminense (até 1984) e na região da Costa Verde (até 1982). Após a privatização de grande parte das linhas e o fim da Rede Ferroviária Federal (RFFSA), o sistema ferroviário da cidade ficou dividido somente entre os ramais de subúrbios e o transporte de cargas, vindo de outros estados rumo ao Porto do Rio de Janeiro.

#### Aeroviário
A cidade conta com três aeroportos comerciais. O Aeroporto Santos Dumont, localizado em pleno centro da cidade, serve principalmente à ponte aérea Rio-São Paulo e a voos estaduais e regionais. Foi o primeiro aeroporto civil do país, construído na década de 1930. Projetado pelos irmãos Roberto, o terminal de passageiros é considerado um ícone da arquitetura modernista brasileira, e entrou na lista de construções tombadas pelo Instituto Estadual do Patrimônio Artístico e Cultural (Inpac) em agosto de 1998. Recentemente passou por uma grande reforma que incluiu a ampliação e remodelagem do terminal de embarque.
O Aeroporto Internacional do Galeão, ou Aeroporto Internacional Antônio Carlos Jobim — em homenagem ao renomado Antônio Carlos Jobim, maestro, compositor e cantor brasileiro falecido em 1994. Situado na ilha do Governador, zona norte, é um importante portão de entrada para o Brasil. Com capacidade para atender até 17,3 milhões de usuários ao ano, o complexo aeroportuário é servido por dois terminais de passageiros e oferece conexões para dezenove países. Conta também com um dos maiores, mais modernos e bem aparelhados Terminais de Logística de Carga do Continente, além da maior pista de aterrissagem do Brasil, com 4 000 m de extensão. É o segundo aeroporto mais movimentado do país em voos internacionais em número de passageiros e o terceiro em voos domésticos e conta com o quarto maior terminal de cargas.
O Aeroporto de Jacarepaguá também nomeado como Aeroporto Roberto Marinho, instalado na zona oeste, destina-se sobretudo a voos particulares e regionais com aeronaves de pequeno porte. O aeroporto atende a voos não regulares das empresas de táxi aéreo, e conta com infraestrutura de atendimento. Há também os aeroportos militares: a Base Aérea do Galeão, em espaço contíguo ao aeroporto internacional; a Base Aérea dos Afonsos (conhecida como Campo dos Afonsos) e a Base Aérea de Santa Cruz, importante centro de defesa da Aeronáutica e maior complexo de combate da Força Aérea Brasileira.

## Cultura
Em 1 de julho de 2012, a paisagem urbana da cidade do Rio de Janeiro foi elevada à categoria de Patrimônio da Humanidade pela UNESCO. O conceito de paisagem cultural foi criado pela agência da ONU em 1992. A cidade teve sua candidatura aprovada na 36ª Sessão do Comitê do Patrimônio Mundial, realizada em São Petersburgo, na Rússia, tendo a candidatura sido representada pela ministra da Cultura do Brasil, Ana de Hollanda. Em 18 de janeiro de 2019, a cidade foi eleita pela UNESCO como a primeira Capital Mundial da Arquitetura.

### Museus, centros culturais e eventos
Quanto aos museus de referência do turismo cultural, podem-se elencar, entre tantos, o Museu do Amanhã, o Museu Histórico Nacional, o Museu Nacional da Universidade Federal do Rio de Janeiro, o Museu Casa do Pontal, o Museu Nacional de Belas Artes, a Biblioteca Nacional, o Museu de Arte Moderna (MAM), o Real Gabinete Português de Leitura, o Museu de Arte do Rio, o Palácio do Catete, o Museu Nacional dos Povos Indígenas, Museu Internacional de Arte Naïf do Brasil, e o Cais do Valongo, considerado patrimônio mundial da UNESCO.

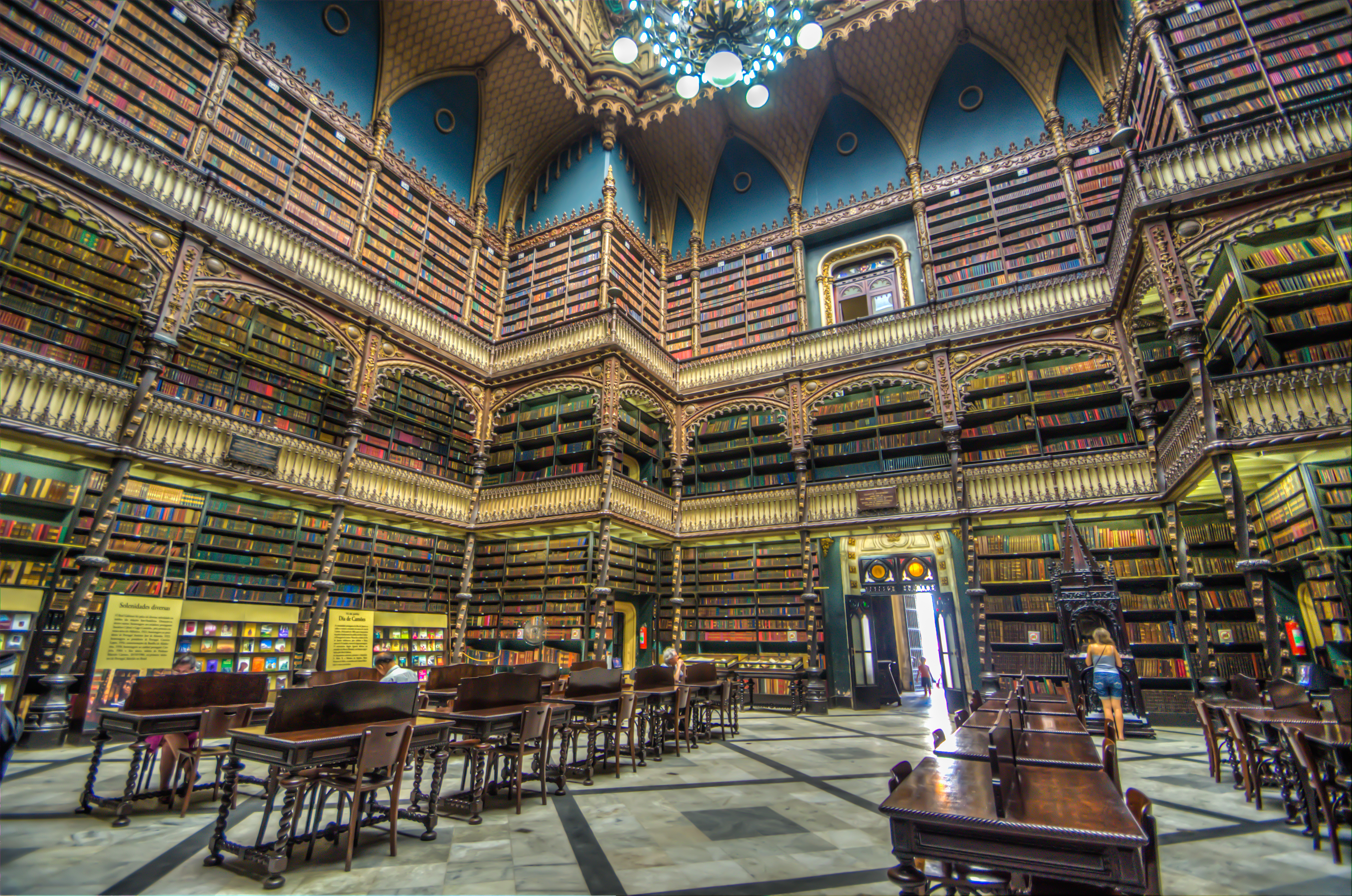
Interior do Real Gabinete Português de Leitura.

Quanto aos centros culturais de referência, podem ser mencionados, o Centro Cultural Banco do Brasil, a Casa França-Brasil, o Centro Cultural dos Correios, o Paço Imperial, a Casa Museu Eva Klabin, o Centro Cultural José Bonifácio, oCentro Cultural João Nogueira, o Parque das Ruínas, o Centro Cultural Justiça Federal, o Riocentro, o Canecão e o Sítio Roberto Burle Marx, patrimônio mundial da UNESCO.
Dentre os principais teatros e salas de concerto estão o Theatro Municipal, o Teatro Carlos Gomes, o Teatro Miguel Falabella, o Teatro João Caetano, o Teatro Claro Rio e a Sala Cecília Meireles.
Entre os principais eventos, destacam-se o Carnaval, o Festival do Rio, a Mostra do Filme Livre, a Bienal Internacional do Livro, o Fashion Rio, o Rock in Rio, o Anima Mundi e a festa do réveillon em Copacabana.

### Literatura

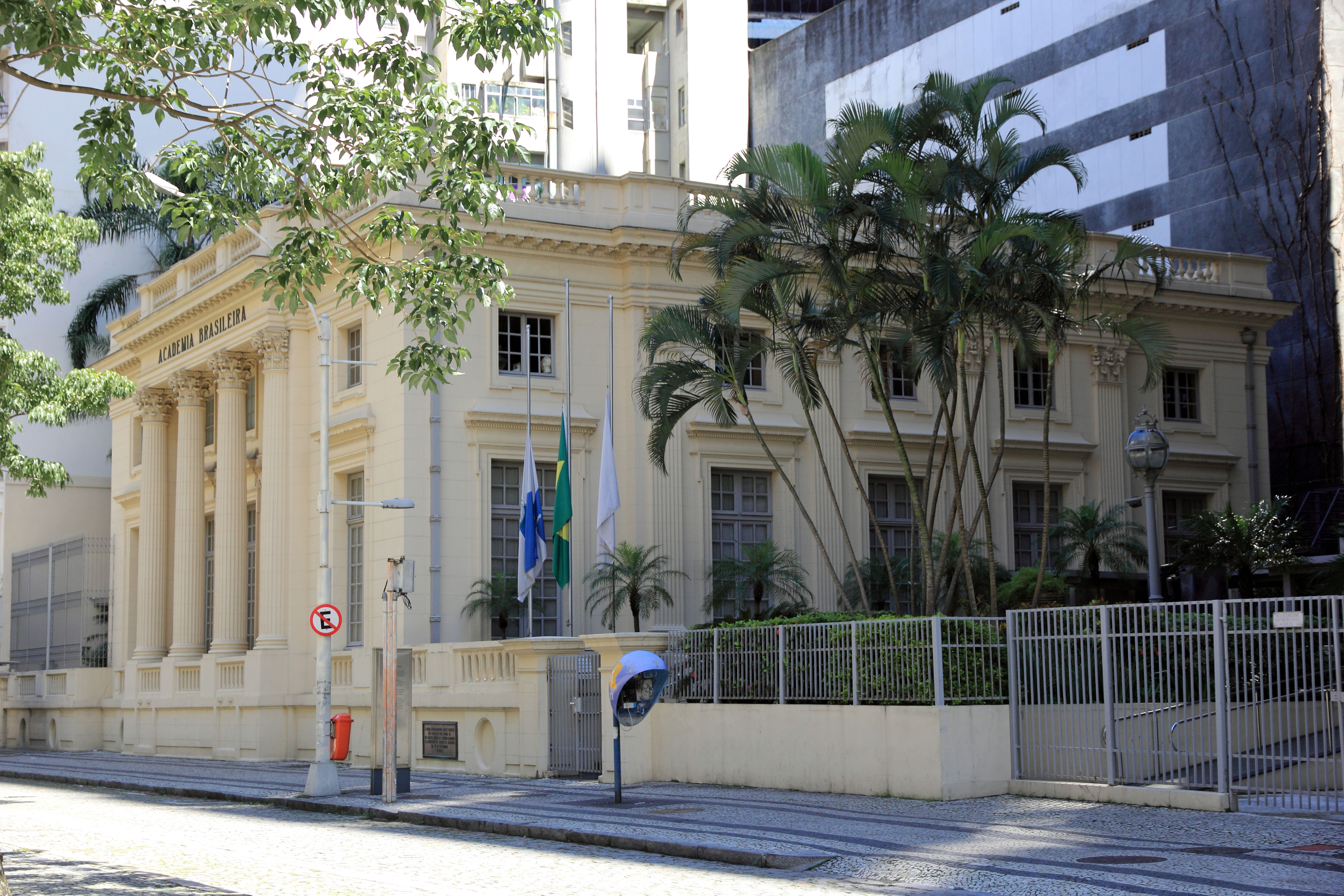
Sede da Academia Brasileira de Letras

O Rio de Janeiro herdou de seu passado uma forte vocação cultural. Na Literatura do Brasil, efetivamente, aos primeiros decênios do século XVIII, quando da instalação das "academias" e "associações" com finalidades eruditas, a cidade — como centro colonial mais expressivo — testemunhou, desde então, a gênese e consolidação de diversas escolas e movimentos.
Escritores como Machado de Assis, Olavo Bilac, Carlos Drummond de Andrade, Clarice Lispector, Guimarães Rosa, Cecília Meireles, Graciliano Ramos, Nélida Piñon — entre outros — conduziram parte significativa de suas carreiras no Rio de Janeiro. A Academia Brasileira de Letras (ABL), fundada em 1896, segundo o modelo da Academia Francesa, teve em sua concepção a atuação de Medeiros e Albuquerque, Lúcio de Mendonça e Machado de Assis.

### Cinema, televisão e música

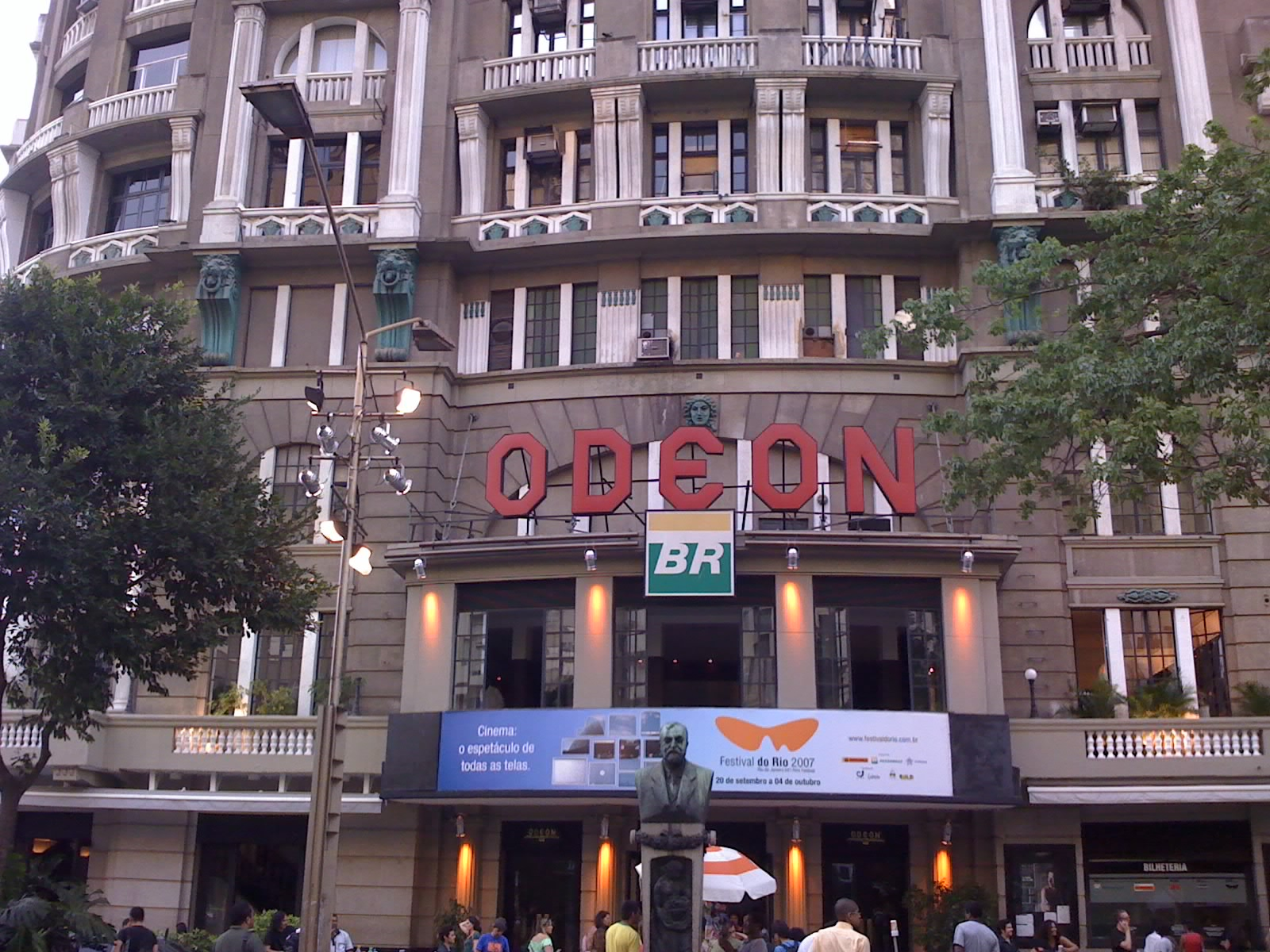
Cine Odeon durante a realização do Festival do Rio de 2007

No final do século XIX, foram ali realizadas as primeiras sessões de cinema tupiniquins e, desde então, descortinaram-se vários ciclos de produção, os quais acabaram por inserir a produção cinematográfica carioca na vanguarda experimental e na liderança do cinema nacional. Atualmente, o Rio aglutina os principais centros de produção da TV brasileira: o Estúdios Globo da TV Globo, o Casablanca Estúdios da Record e o "Polo de Cinema de Jacarepaguá". Em 2006, 65% da produção do cinema nacional foi realizada exclusivamente por produtoras sediadas na cidade, captando 91 milhões de reais em recursos federais através da Lei Rouanet.
O samba e a Marchinha de Carnaval que incorporaram com graça e verve, elementos do cotidiano carioca, floresceram e perpetuaram-se através de compositores como Noel Rosa e Ary Barroso. O samba de morro alçou voos maiores nas composições de Cartola e Ataulfo Alves. Há de se notar a influência de Luiz Gonzaga e Humberto Teixeira na popularização do baião e do xaxado, e Dorival Caymmi, em cuja obra elementos do folclore baiano coadunavam-se à cultura brasileira em geral. Todavia, foi no final dos anos 1950, quando irrompeu o movimento da bossa nova com junção de cariocas e baianos, que a música brasileira projetou-se, definitivamente, no exterior, tornando-se conhecida em diversas partes do mundo. À época, na condição de centro político e cultural do Brasil, circulavam pela cidade músicos como Tom Jobim, Vinicius de Moraes, Nara Leão, Carlos Lyra, Marcos Valle, Roberto Menescal, Sergio Mendes, João Gilberto, Astrud Gilberto entre outros.

### Feriados
No Rio de Janeiro, há três feriados municipais, que são: o dia de São Jorge, que ocorre sempre em 23 de abril; o dia de Zumbi dos Palmares, que sempre é realizado no dia 20 de novembro, quando também é comemorado o dia da Consciência Negra; o dia do padroeiro do Rio de Janeiro, São Sebastião, comemorado em 20 de janeiro.

### Esportes
Dentre as modalidades esportivas mais praticadas estão o futebol de areia, o vôlei de praia, o surfe, o kitesurf, o voo livre, o jiu-jítsu e o remo. A capoeira, mistura de dança, esporte e arte marcial, também aparece com alguma frequência. Outro esporte altamente popular nas areias do Rio é o "frescobol", espécie de tênis de praia.
O voo livre começou a ser exercitado em meados de 1974, e adequou-se rapidamente ao gosto de inúmeros praticantes e às características da cidade, em razão de suas peculiaridades geográficas: no encontro das montanhas com o oceano Atlântico, surgem excelentes posições para decolagem, podendo-se contar com vastas porções desocupadas de areia para aterrissar. De início majoritariamente encenada por amadores, a atividade verteu-se em uma lucrativa indústria.
O futebol é o mais popular dos esportes praticados na cidade. O Rio abriga cinco clubes brasileiros bastante tradicionais: America, Botafogo, Flamengo, Fluminense e Vasco. A cidade conta com três grandes estádios: Estádio Jornalista Mário Filho, conhecido como Maracanã e com o epíteto de "templo do futebol brasileiro", é o maior estádio do Brasil; o Estádio Olímpico Nilton Santos, conhecido como "Engenhão", foi planejado para sediar as provas de atletismo e futebol dos Jogos Pan-Americanos de 2007 e o Estádio Vasco da Gama, conhecido como "São Januário", de propriedade do Club de Regatas Vasco da Gama, é o maior estádio privado carioca.
Os eventos esportivos mais conhecidos do Rio de Janeiro são a etapa brasileira de MotoGP e as finais mundiais de vôlei de praia. Jacarepaguá era o local onde se realizava a etapa brasileira do Grande Prêmio de Fórmula 1, entre os anos de 1978 e 1990, e Champ Car (1996–1999). Os circuitos WCT e WQS de surf foram disputados em praias cariocas entre 1985 e 2001. A cidade foi uma das doze sedes da Copa do Mundo de 2014, tendo recebido sete jogos, incluindo a final, e também palco dos Jogos Olímpicos e Paralímpicos de Verão de 2016.